# Ornithoptère
Pour les articles homonymes, voir Ornithoptère (homonymie).
 (avril 2011).
Si vous disposez d'ouvrages ou d'articles de référence ou si vous connaissez des sites web de qualité traitant du thème abordé ici, merci de compléter l'article en donnant les références utiles à sa vérifiabilité et en les liant à la section « Notes et références ».
Un ornithoptère est un aéronef dont la sustentation est assurée par des battements d'ailes suivant le principe bionique du vol des oiseaux.

## Étymologie
Le nom vient du grec « Ornithos » (ορνιθος, « oiseau ») et « Ptéron » (πτερον, veut dire « aile »).

## Historique

### L’homme-oiseau de l'antiquité
Selon la légende de la mythologie grecque, l'architecte Dédale a fabriqué des ailes semblables à celles des oiseaux (ou des dieux grecs Niké, Éros, Cupidon, Antéros, Némésis, Thanatos, des Sirènes, ou de Pégase...) avec de la cire et des plumes, pour lui et son fils Icare, pour pouvoir s’échapper du Labyrinthe du Minotaure qu'il a construit, et où le roi de Crète Minos les a enfermés pour trahison (Icare, grisé par le vol et l’altitude, oublie l'interdit de son père de s'approcher trop près du soleil. La chaleur fait fondre la cire de ses ailes, et il meurt noyé dans la mer Icarienne, baptisée depuis de son nom).

Bellérophon, Pégase, Dédale, et Icare, de la mythologie grecque
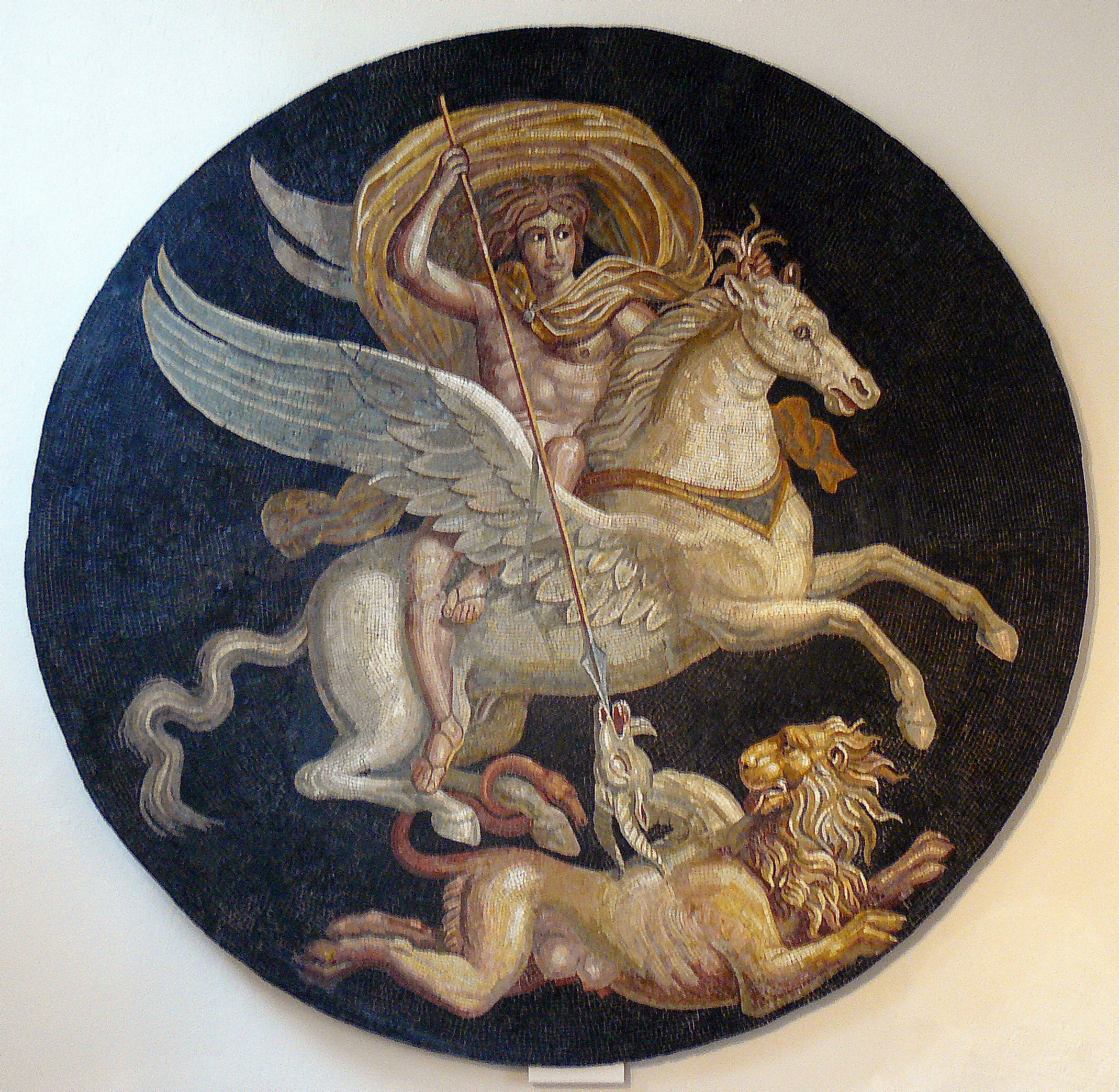
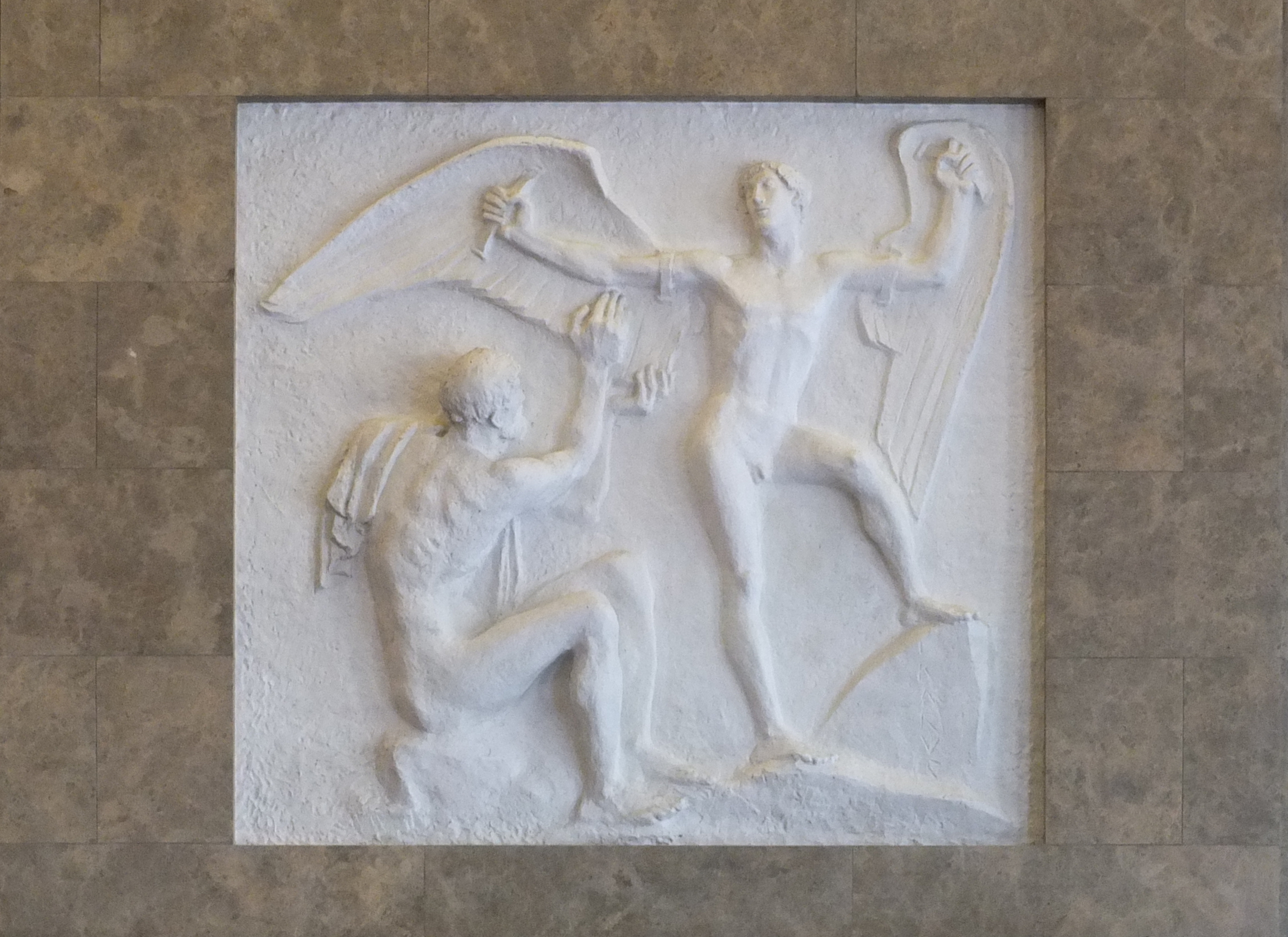
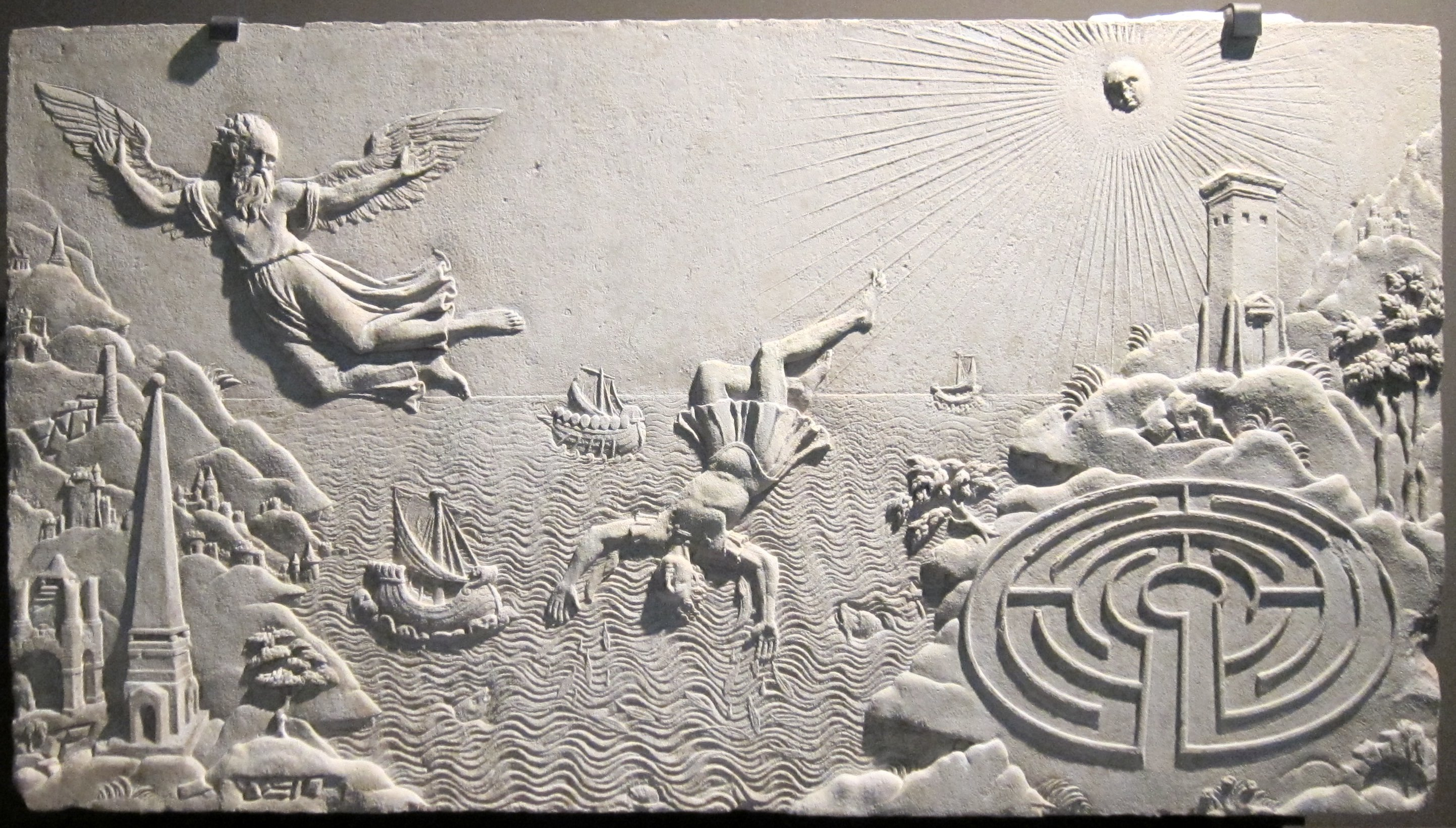
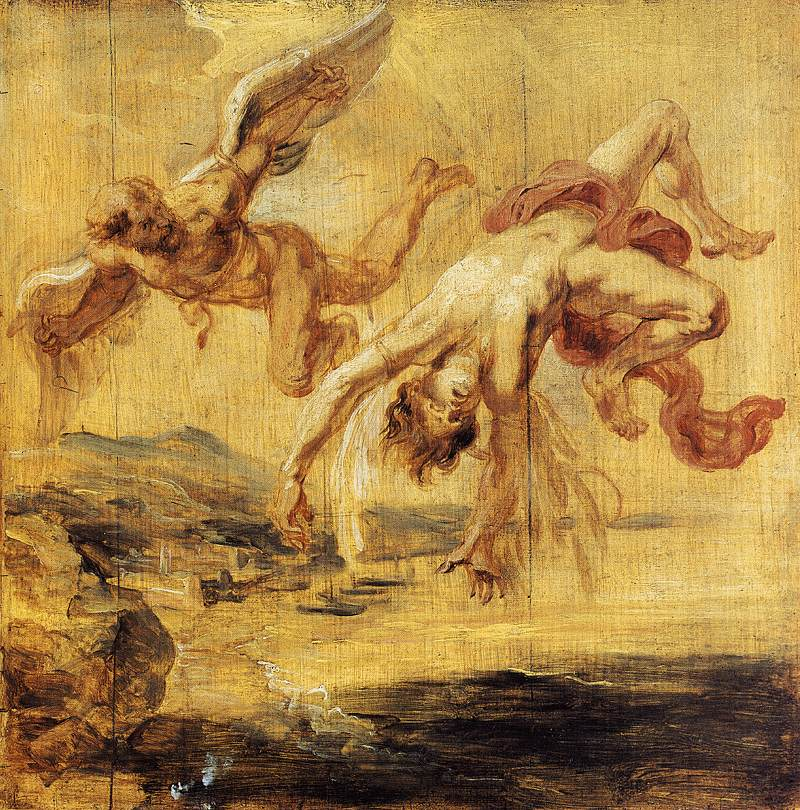
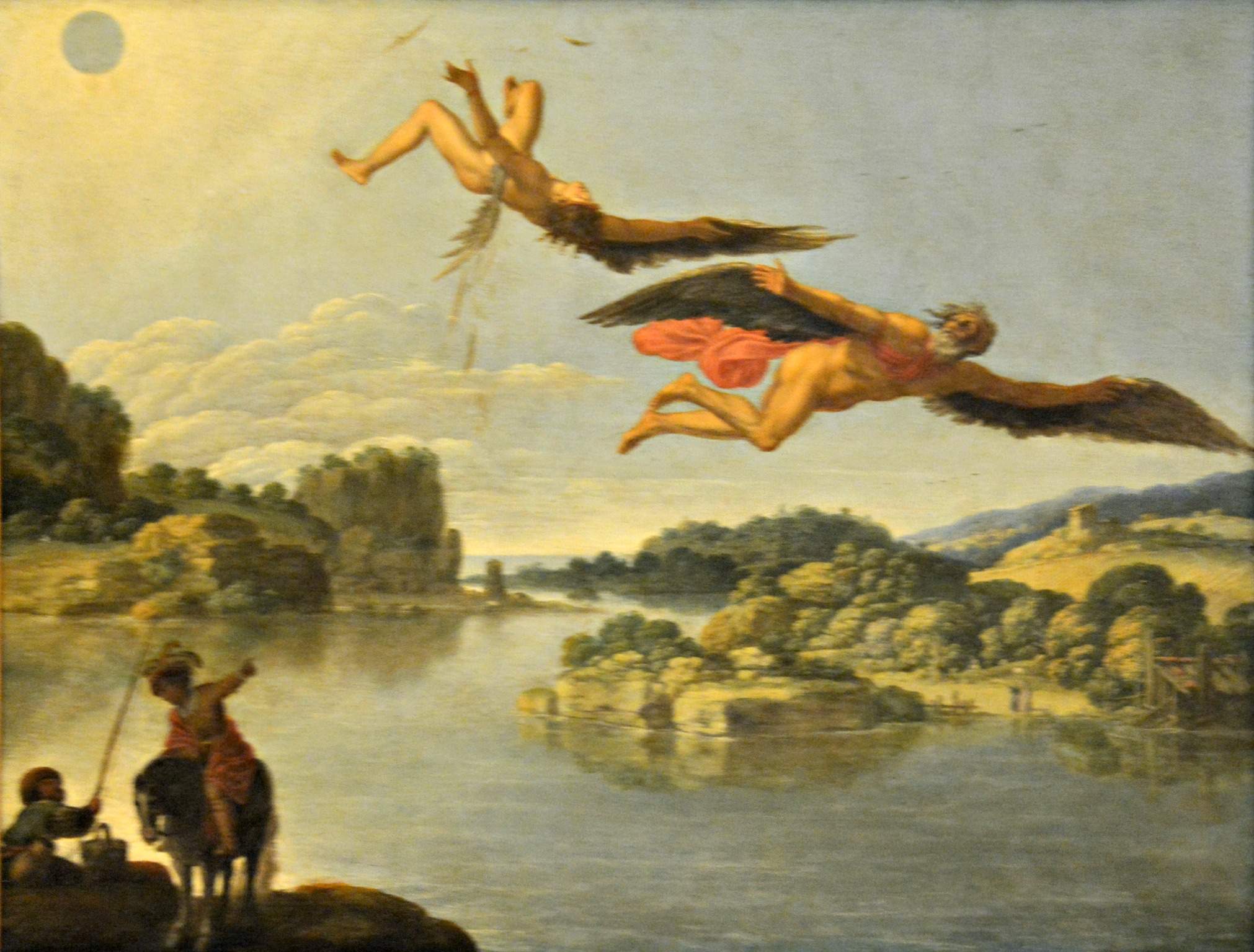

Bellérophon parvient à dompter le cheval ailé Pégase, pour pouvoir voler, mais Zeus le fait définitivement chuter à terre, lorsqu'il entreprend d’atteindre le mont Olympe des dieux grecs, et transforme le cheval ailé en la constellation Pégase.
Archytas de Tarente (-428-347), venant d'Italie, inventa une colombe mécanique qu’il ne parvint jamais à soulever du sol.

### L’homme-oiseau du Moyen Âge
Au Moyen Âge, certains, fascinés par le rêve d'Icare de voler comme un oiseau, s’essayèrent au vol ailé. Roger Bacon (1214-1294) écrivit que l'homme pourrait voler avec une machine battant des ailes, qu'il appela « ornithoptère ».

### Ornithoptère de la Renaissance (XVe siècle)
Au XVe siècle, Léonard de Vinci étudie plusieurs moyens de voler, dont sa célèbre vis aérienne, et des machines pour copier le vol des oiseaux. Ayant constaté que les bras humains étaient trop faibles pour voler, il fabrique des machines pouvant battre des ailes, constituées d'une planche, de deux grandes ailes, de leviers pour manœuvrer, de pédales et d'un système de poulies. Toutefois, sa recherche s'arrêta aux croquis. La machine, d'ailleurs, avait peu de chances de voler car les matériaux disponibles à l'époque étaient peu adaptés et son engin aurait pesé 300 kilogrammes[réf. nécessaire] ; le premier avion sans moteur ayant traversé la Manche avec succès n'en pesait que 90 avec le pilote (Gossamer Albatross).

Léonard de Vinci
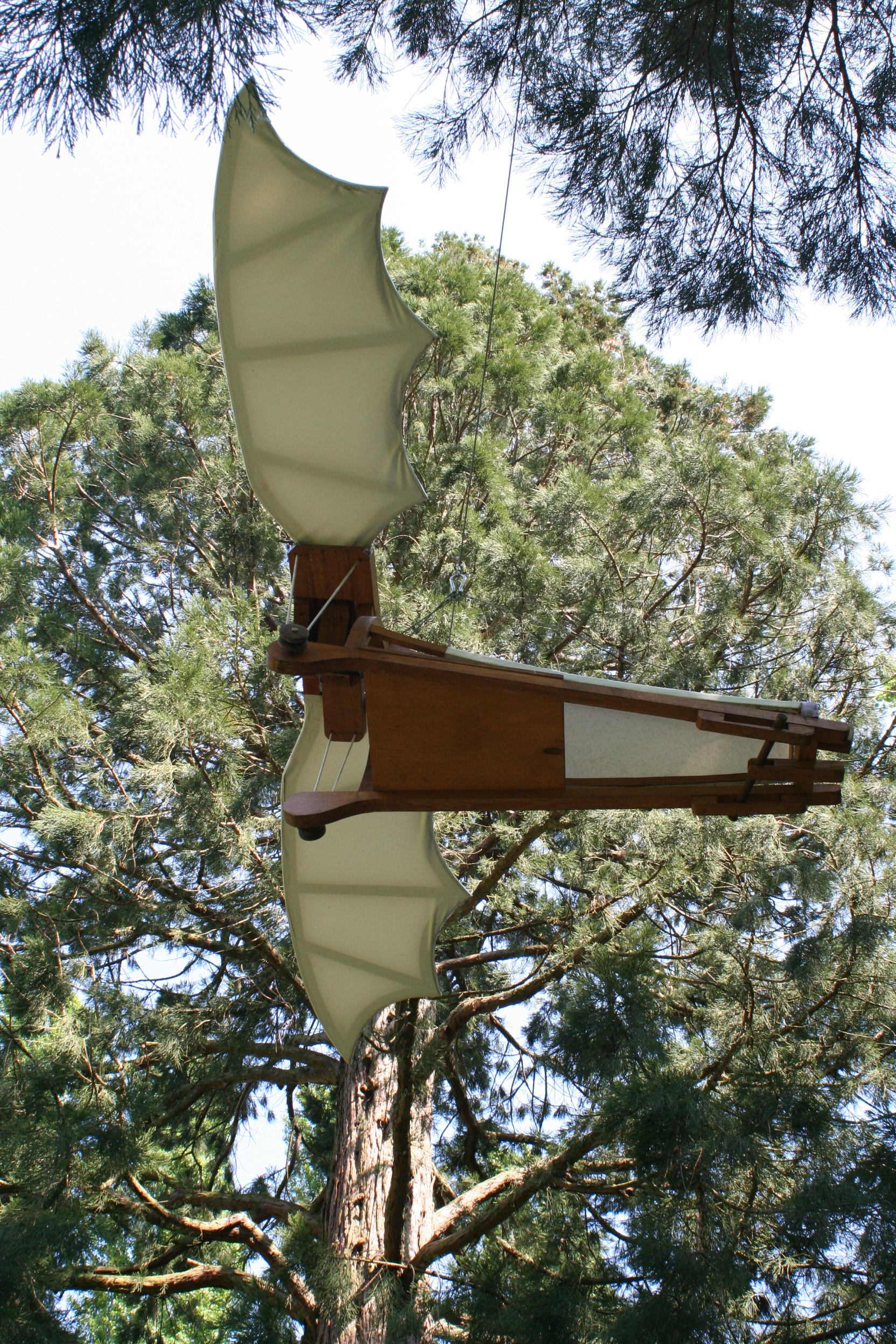
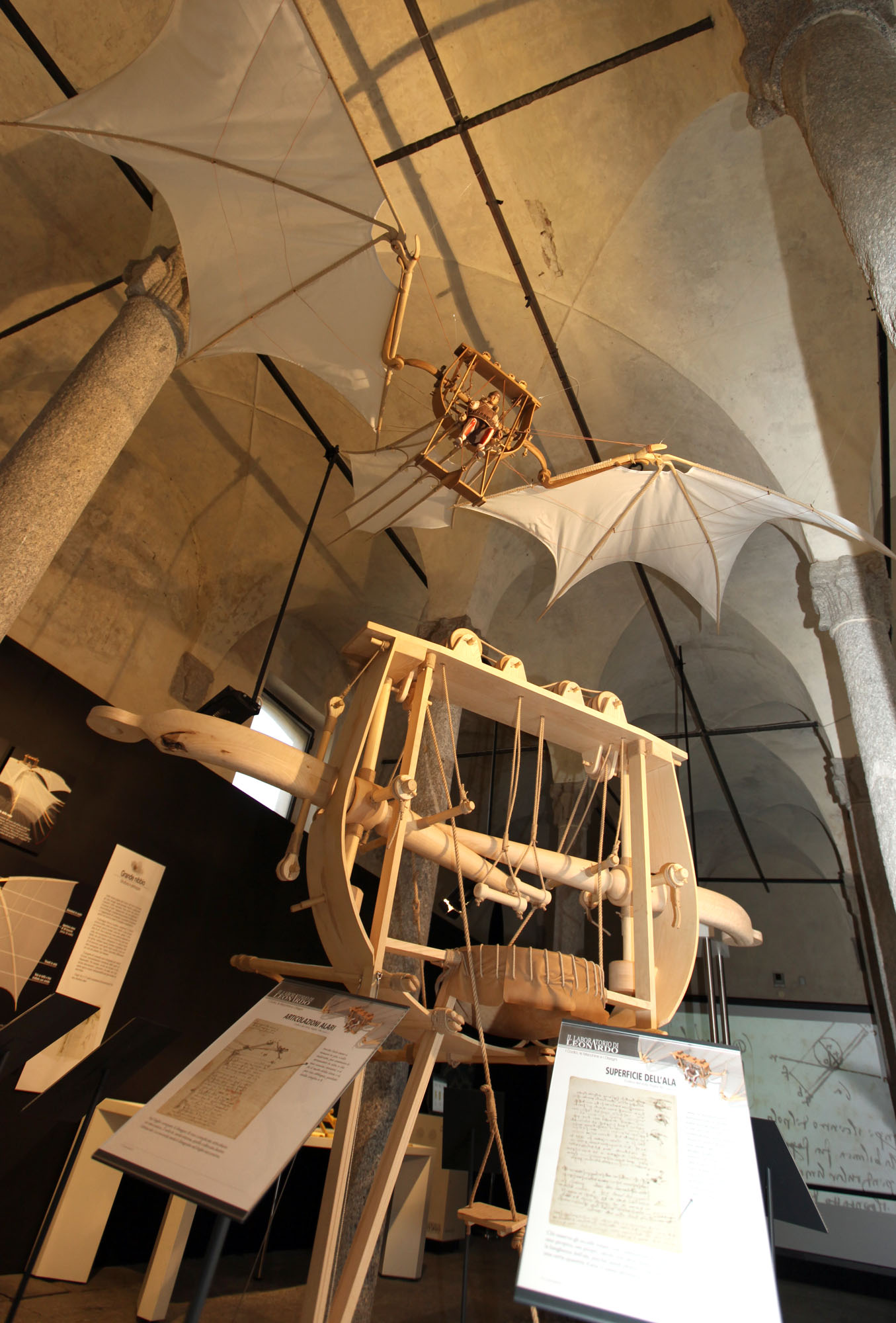
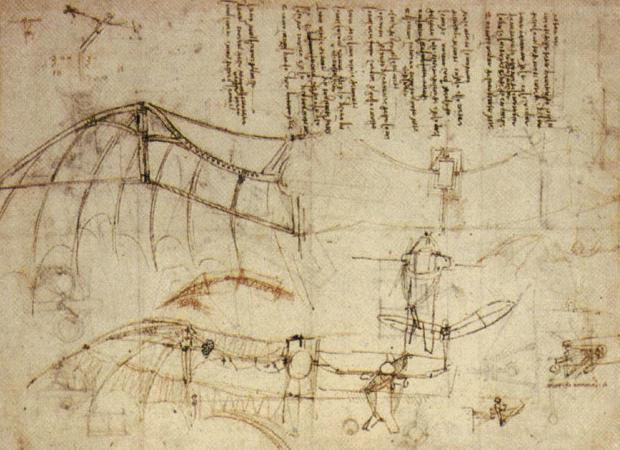
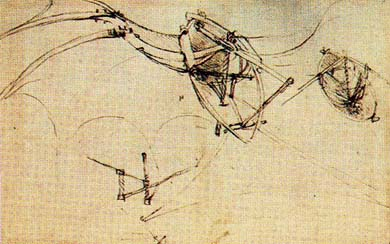
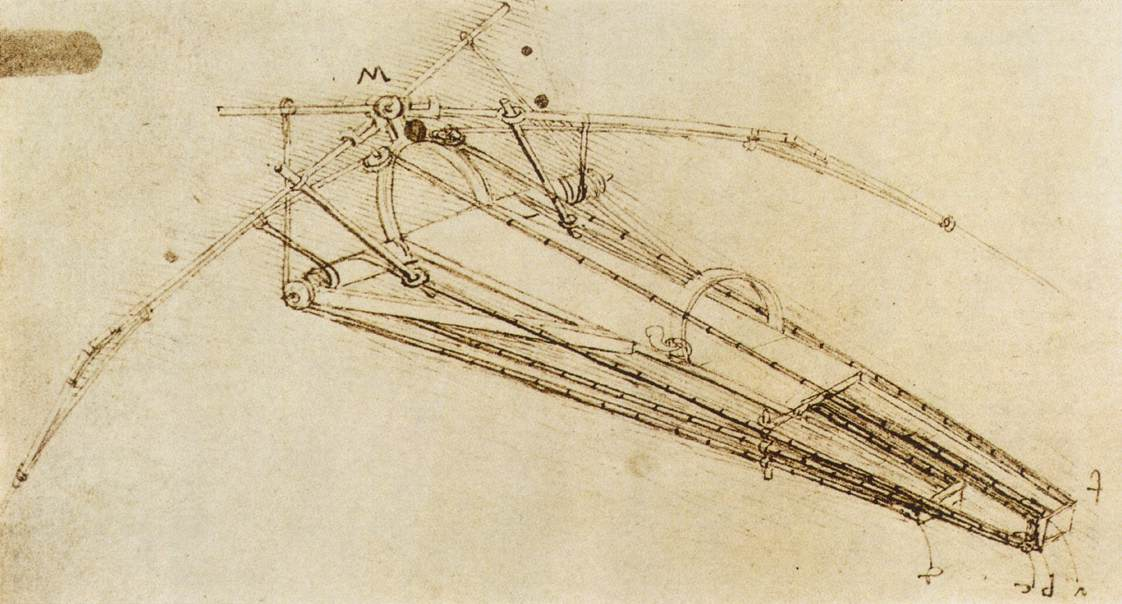
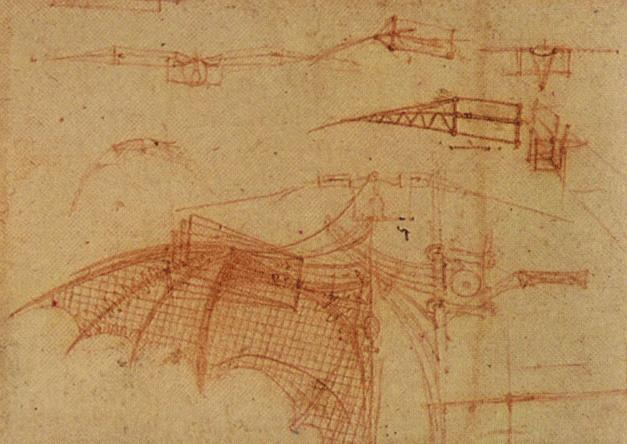
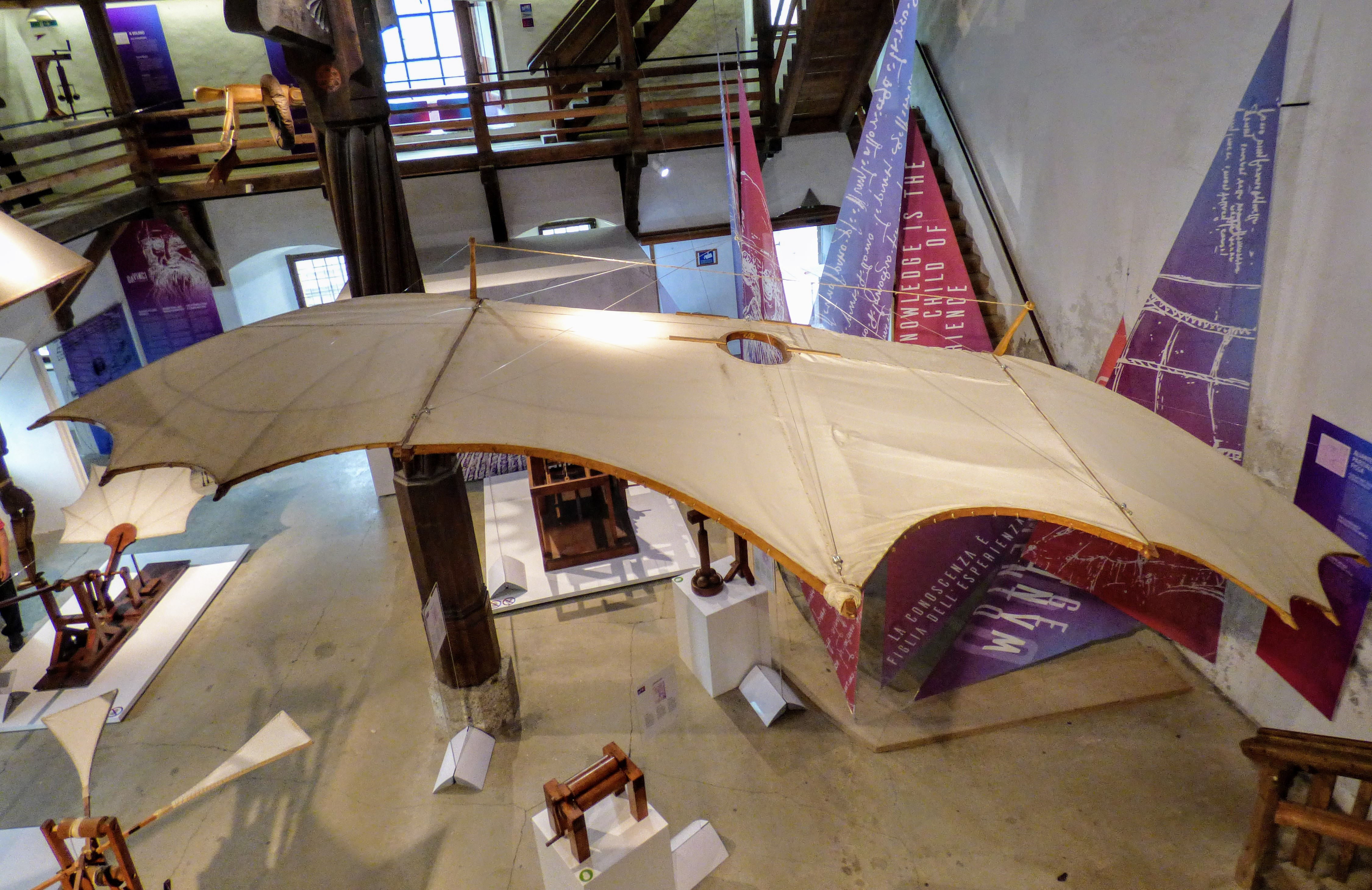
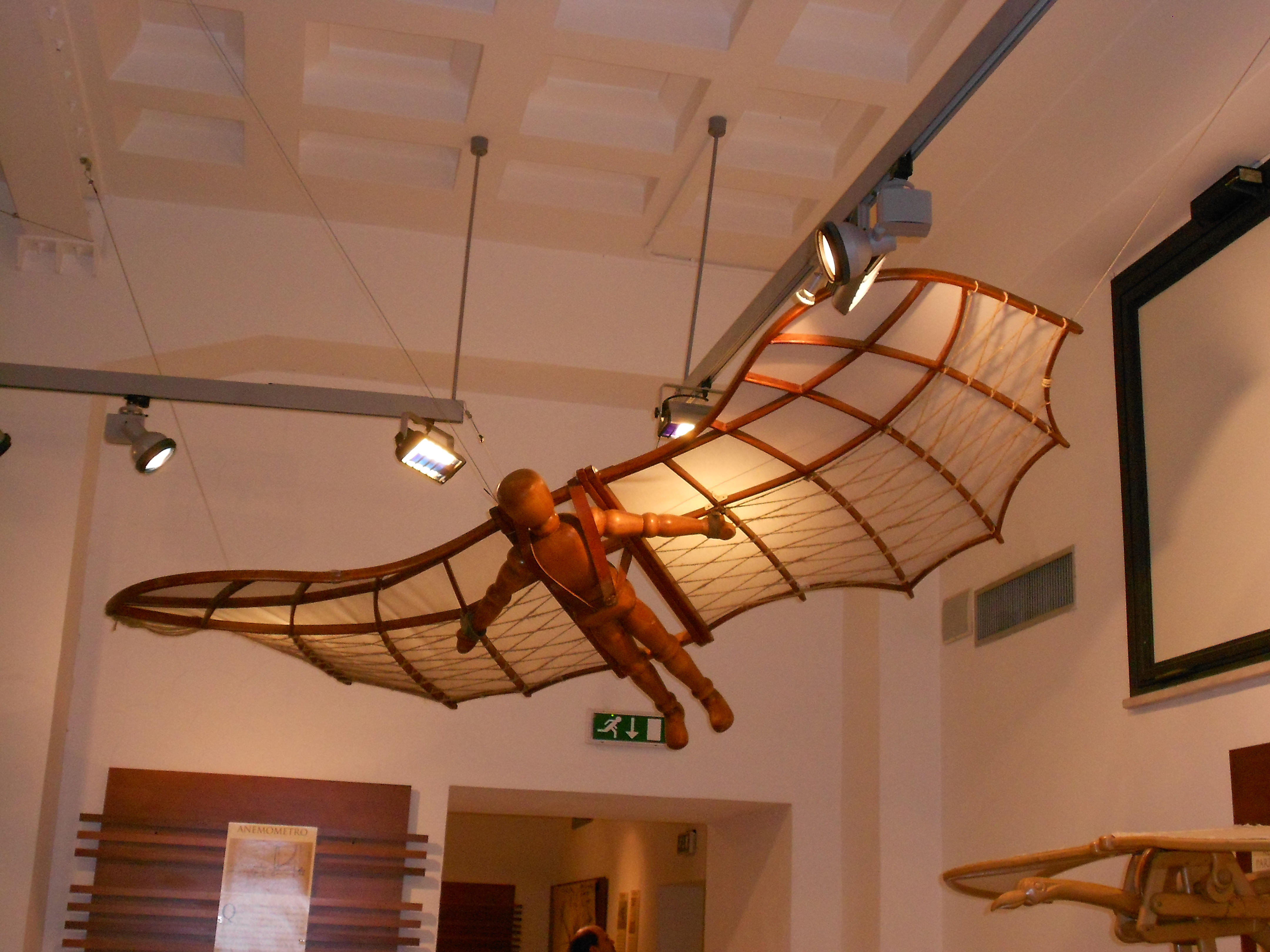
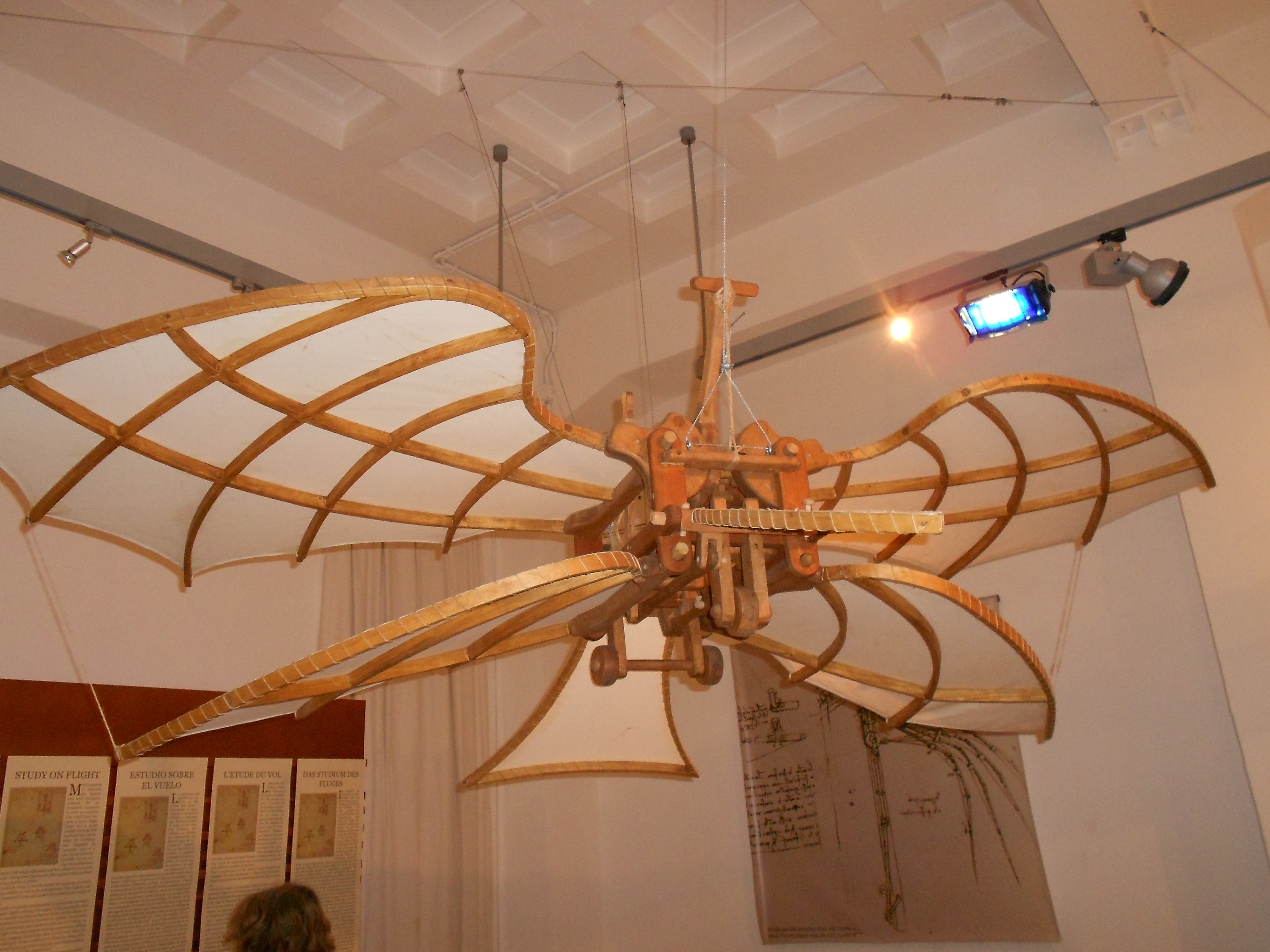
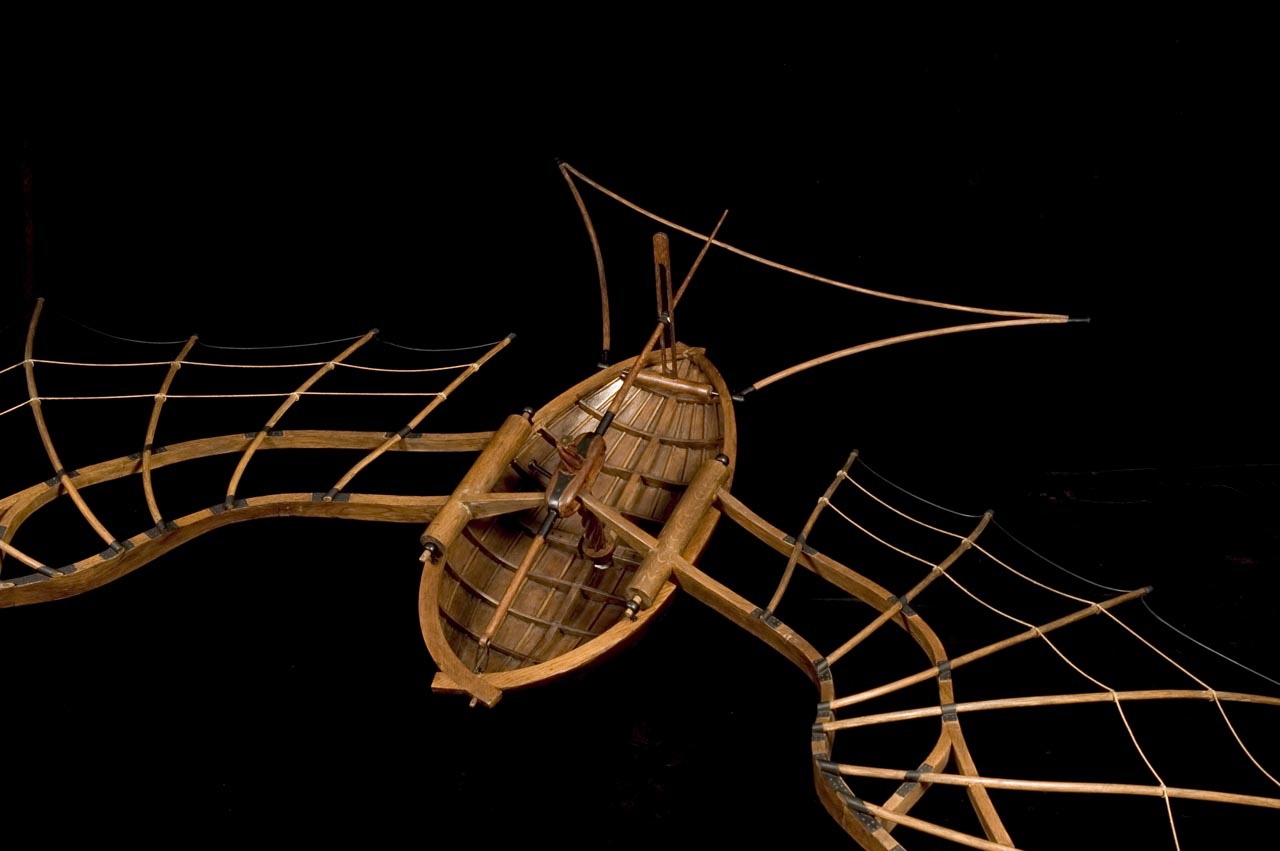
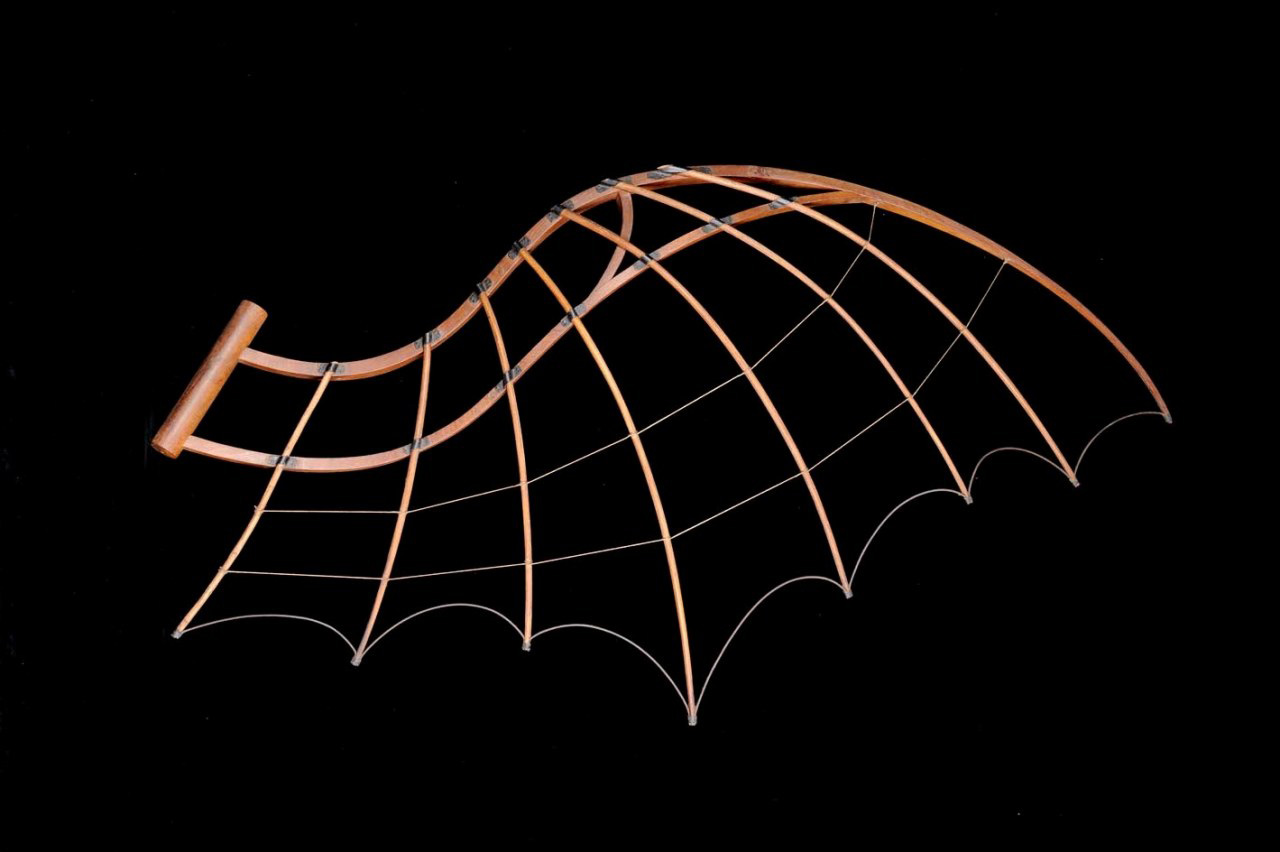

Même si le vol des oiseaux était plus complexe qu'il ne l'avait imaginé, son invention était très proche de la réalité. D'ailleurs, en 1920, M. Passat[Qui ?] reconstitua sa machine.
Francesco Lana de Terzi développa en 1663 l'idée d'un vaisseau plus léger que l'air. Ce vaisseau, qui n'a jamais été construit, comportait un mât central auquel était attachée une voile. Le vaisseau devait être dirigé comme un bateau. Quatre autres mâts étaient surmontés de sphères en feuilles de cuivre très fines, chacune ayant un diamètre de 7,5 mètres et une masse de 180 kg. Francesco calcula que la masse d'air contenue dans les sphères serait de 290 kg, et avait donc prévu qu'en y faisant le vide, il les rendrait plus légères que l'air. Le vaisseau à vide pourrait, dans ces conditions, transporter six personnes. La fabrication de si fines feuilles de cuivre était à cette époque impossible, et la pression de l'air environnant aurait déformé les sphères. L'idée de Francesco de Lana n'a donc jamais été testée. De plus, il était conscient qu'un tel véhicule pouvait être utilisé comme arme de guerre pour attaquer les villes depuis les airs.
En 1678, un serrurier français nommé Besnier tenta de voler avec des ailes palmées comme les pattes d'un canard.
Lourenço de Gusmão fut surnommé péjorativement « le Planeur » et son invention, divulguée en Europe par des dessins fantaisistes, qui généralement la présentaient comme un bateau en forme d’oiseau, fut connue sous le nom de Passarola (« Grand oiseau »).

### La révolution industrielle

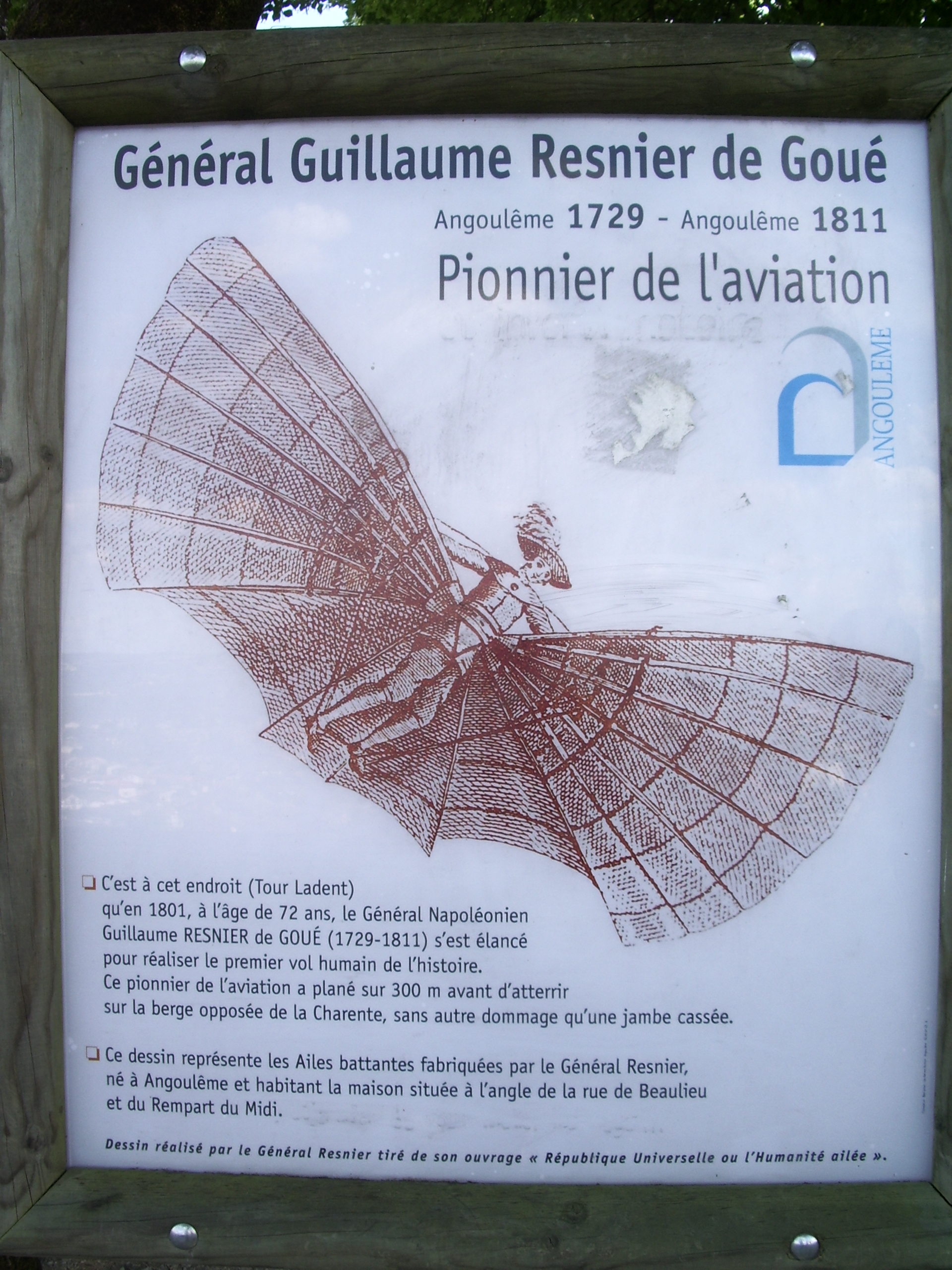
Plaque commémorative du premier vol plané humain réalisé par le Général André Guillaume Resnier de Goué en 1801 à Angoulême.

En 1801 le général de l'Armée napoléonienne André Guillaume Resnier de Goué parcourt 300 m en vol planeur, en s'élançant du haut des remparts d'Angoulême (en ne se cassant qu'une jambe à l'arrivée).
William Henson et John Stringfellow, en 1842, reprenant les travaux d'un chercheur, firent voler un modèle réduit d'aéroplane à vapeur. L'aéroplane est l'ancêtre de l'avion au XIXe siècle, mot inventé en 1855 par Joseph Pline. Néanmoins les moteurs nécessaires pour faire décoller des appareils à taille réelle étaient beaucoup trop lourds et leur projet s'avéra donc irréalisable.
Dans les années 1890 l'allemand Otto Lilienthal construisit un planeur ornithoptère de sept mètres d'envergure, avec des ailes formées d'une ossature en bois recouverte de toile et un stabilisateur arrière ; le pilote était attaché au centre par les aisselles et ses jambes étaient dans le vide, ce qui lui permettait de se poser sur le sol. Plus tard, il construisit un moteur pour faire battre ses ailes mais se tua lors d'un essai.

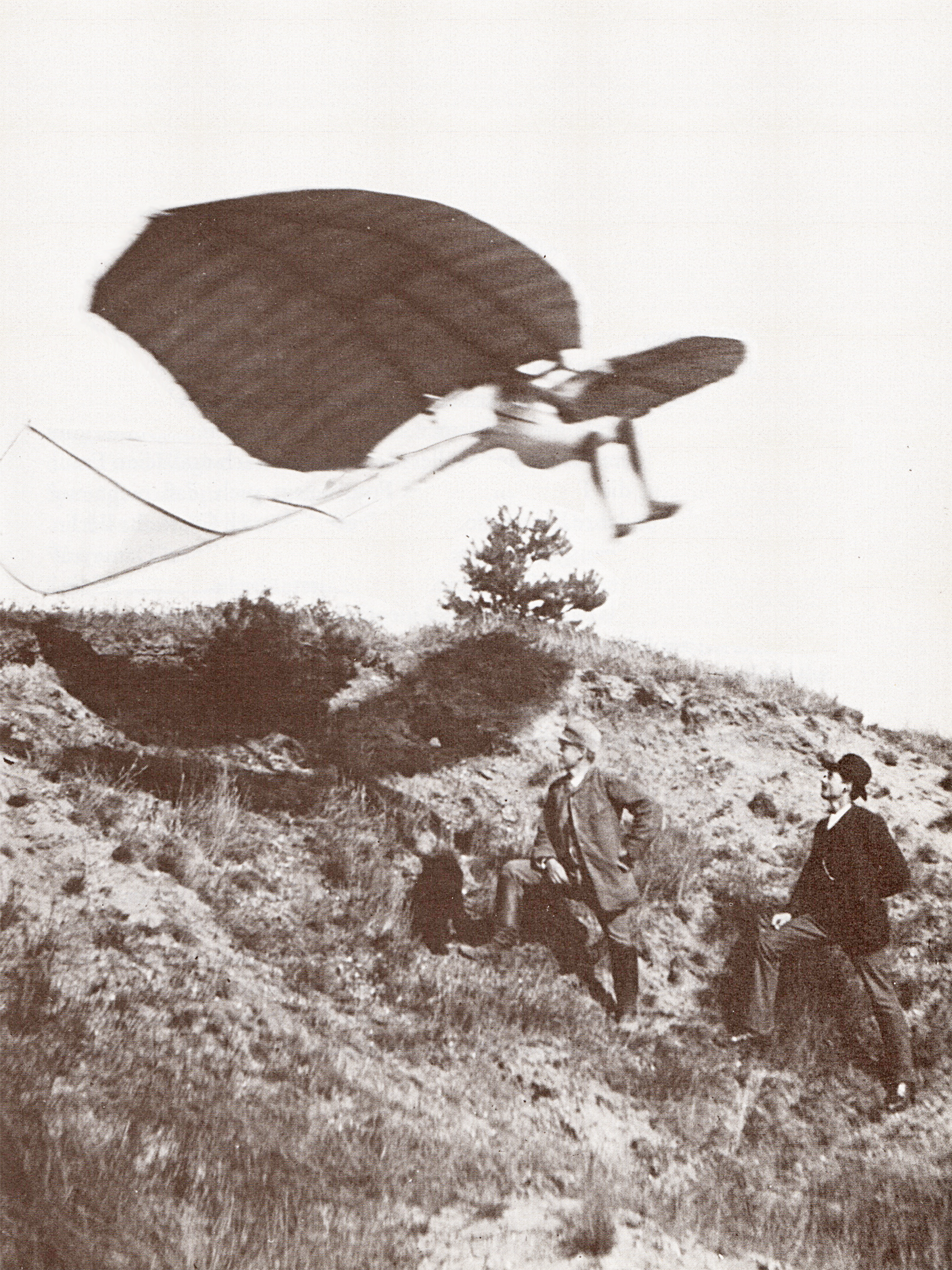
Otto Lilienthal en 1891
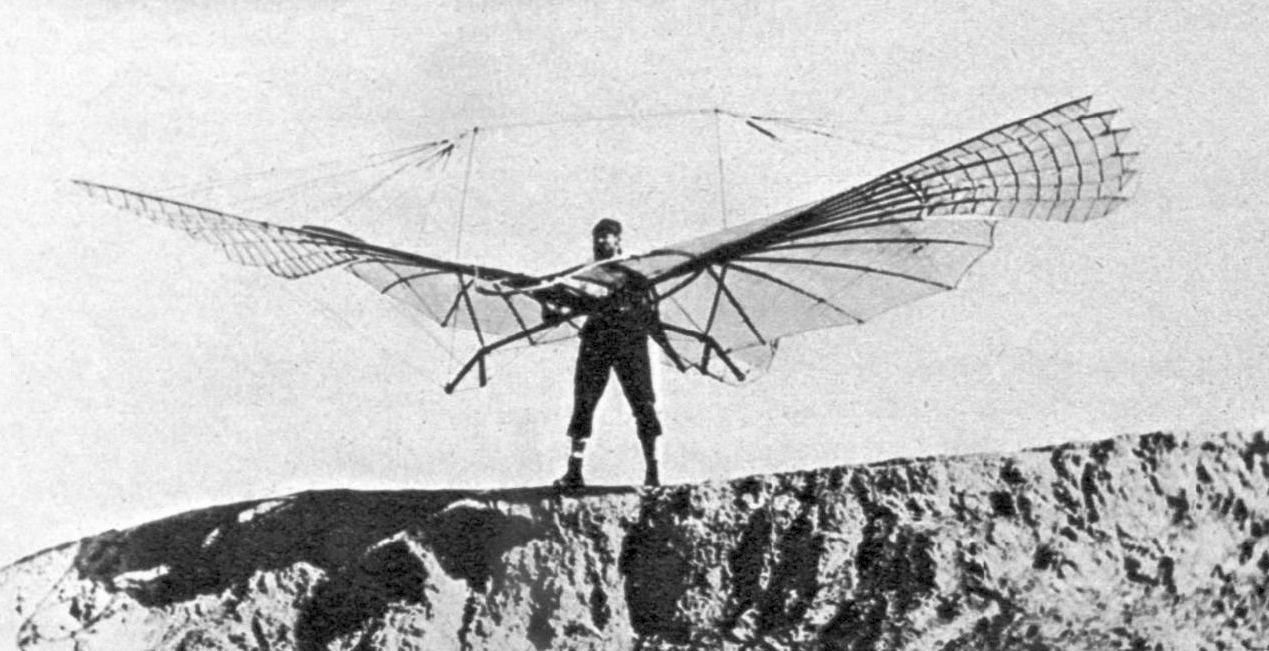
Planeur d'Otto Lilienthal en 1894
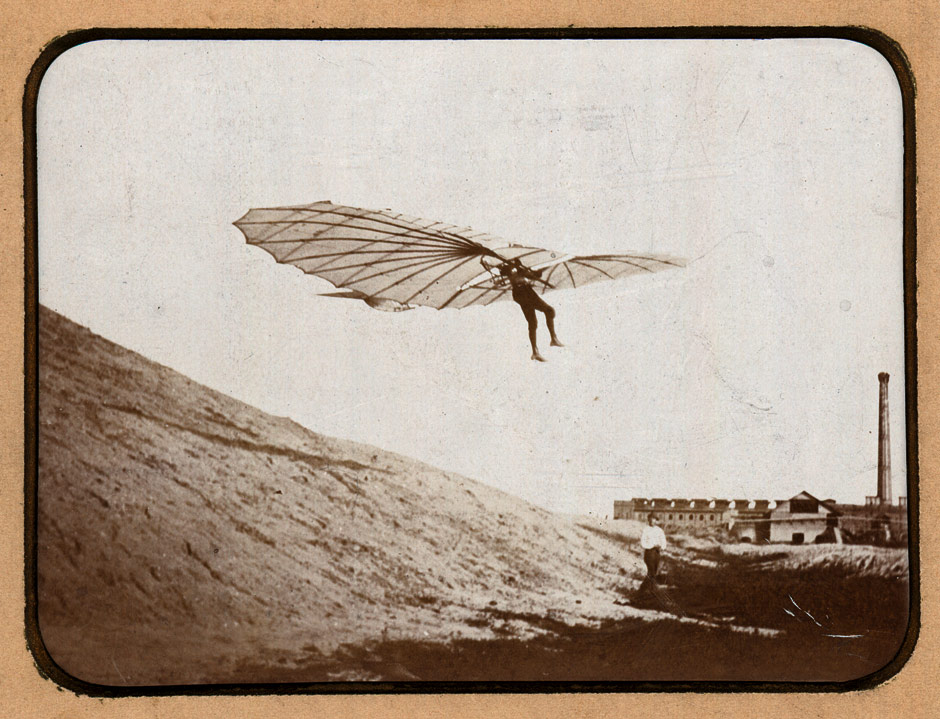
Planeur d'Otto Lilienthal en 1895

Les progrès vont donc d'abord passer par les planeurs et par l'étude de l'aérodynamisme. Les premiers ornithoptères sans homme ont été construits en France par Gustave Trouvé en 1870, qui inventa une machine volante pouvant se déplacer sur une distance de 70 mètres. En 1871, Alphonse Pénaud fit voler un léger ornithoptère à moteur « caoutchouc », de même que dans ces mêmes années Jobert, Abel Hureau de Villeneuve, Victor Tatin. J.-C. Pompéien-Piraud expérimenta l'ornithoptère à vapeur.
Dans les années 1890 l'inventeur français Clément Ader (1841-1925) conçoit avec un succès contesté, une série d'avions bioniques motorisés (vol d'un appareil autopropulsé plus lourd que l'air) inspirés du vol des chauve-souris, pour l'armée française (Éole, Avion II, et Avion III).

Ader Avion III de 1897, du Musée des arts et métiers de Paris
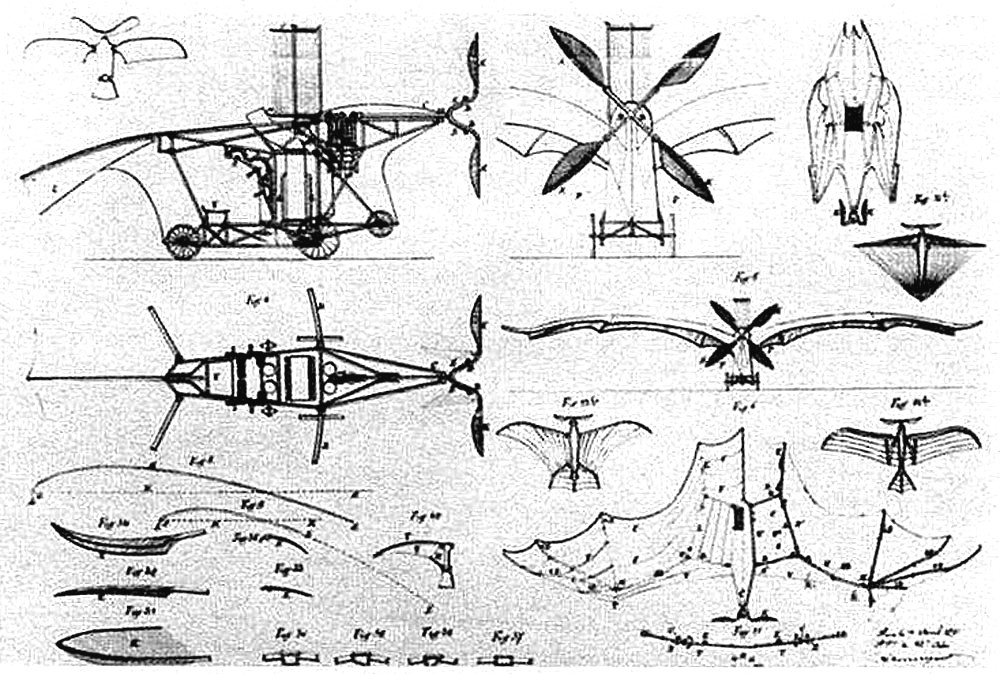
Brevet de l'Éole.
Essai au point fixe de la force motrice de l'Avion III de Clément Ader (animation d’artiste d'après la photographie d'époque)
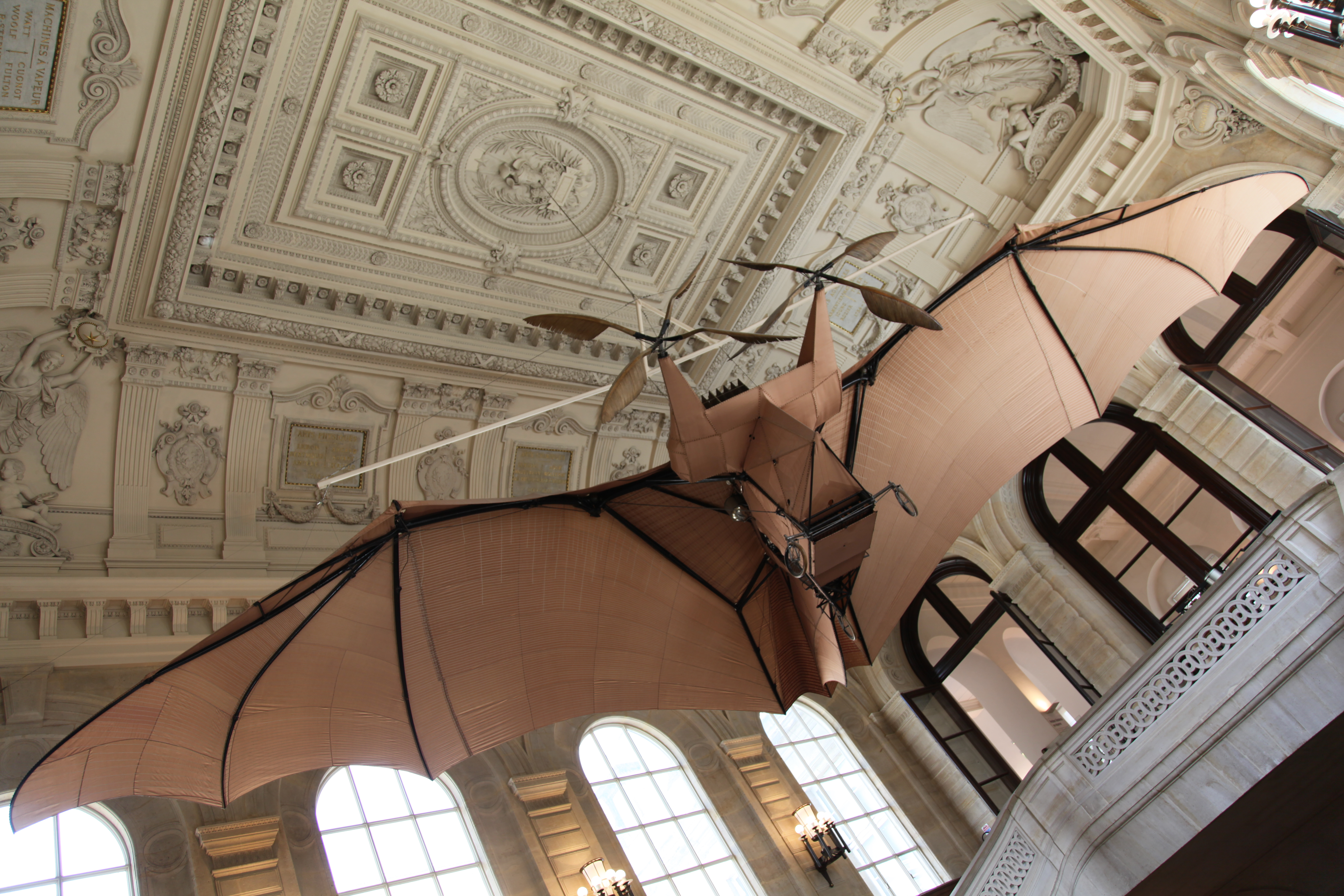
L'Avion III au musée des Arts et Métiers
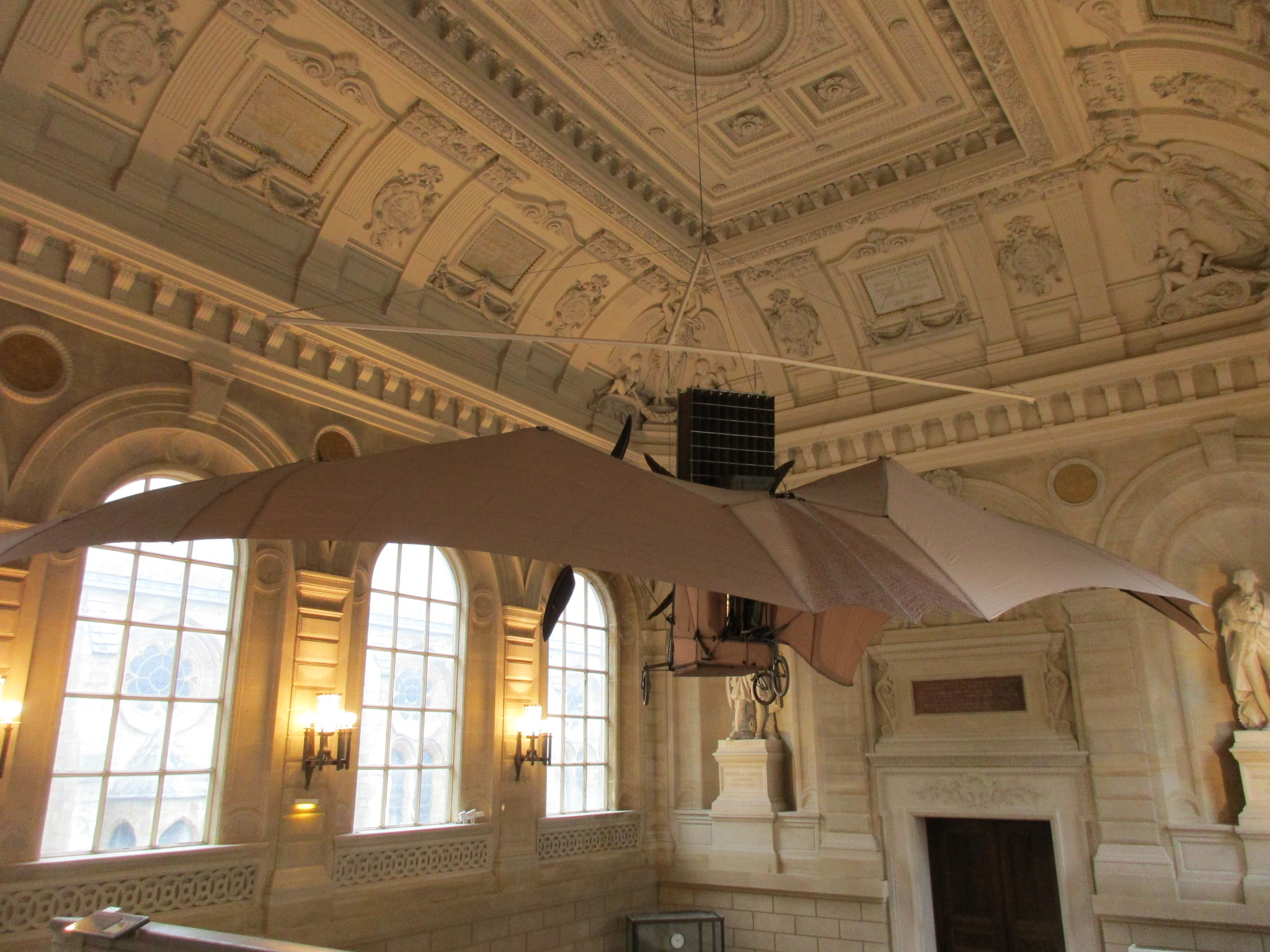
Avion III
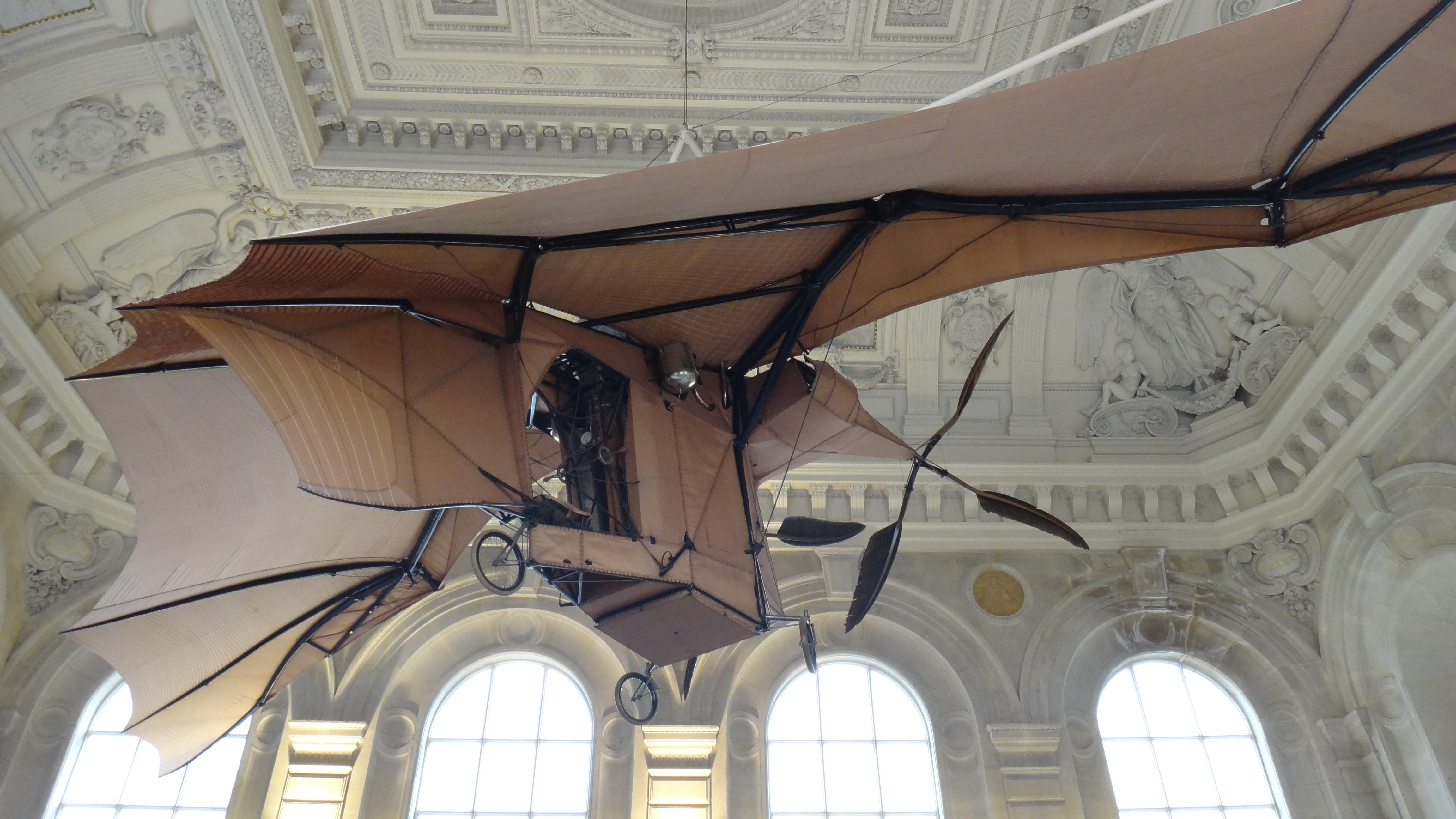
Avion III
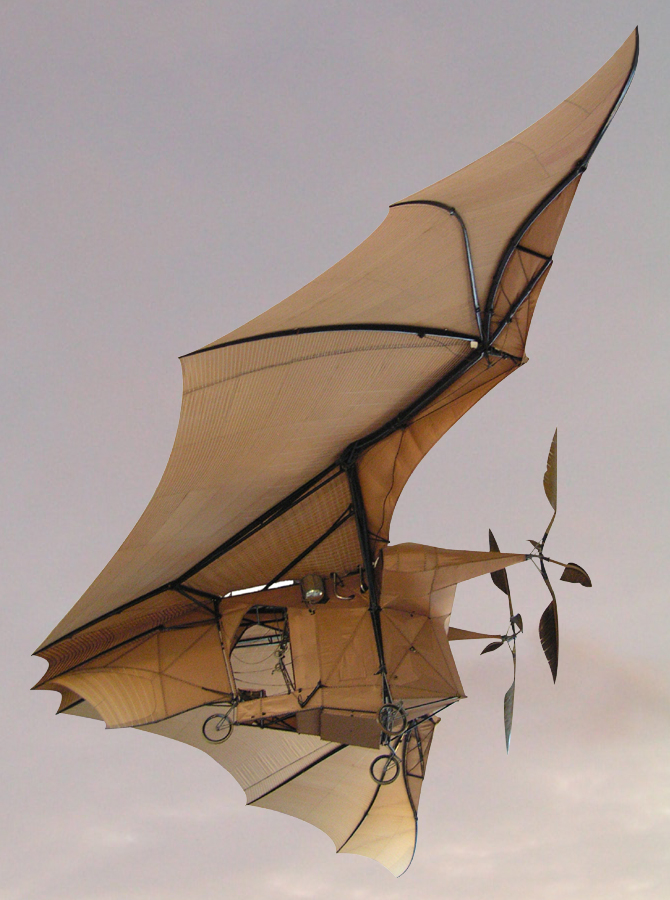
Avion III

Dans les années 1890, Lawrence Hargrave construisit plusieurs ornithoptères alimentés par de la vapeur d'eau ou de l'air comprimé, avec de plus petites ailes permettant une plus grande poussée, car plus rapides.

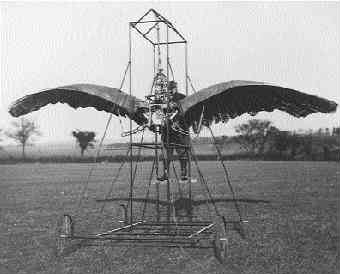
Ornithoptère de 1902
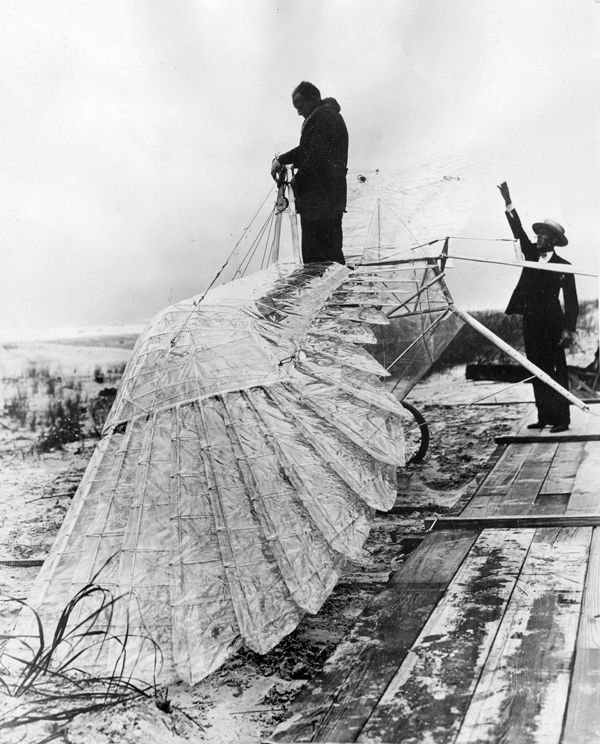
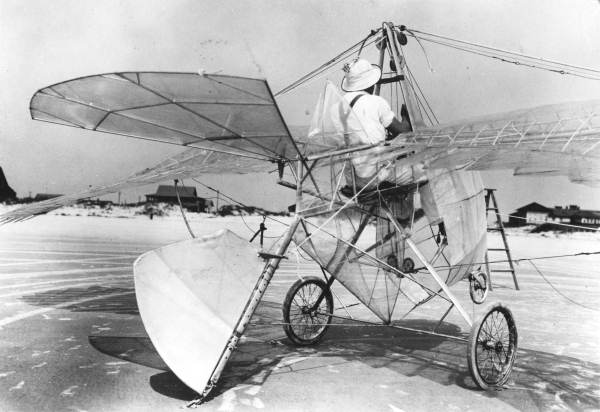
Ornithoptère de 1927
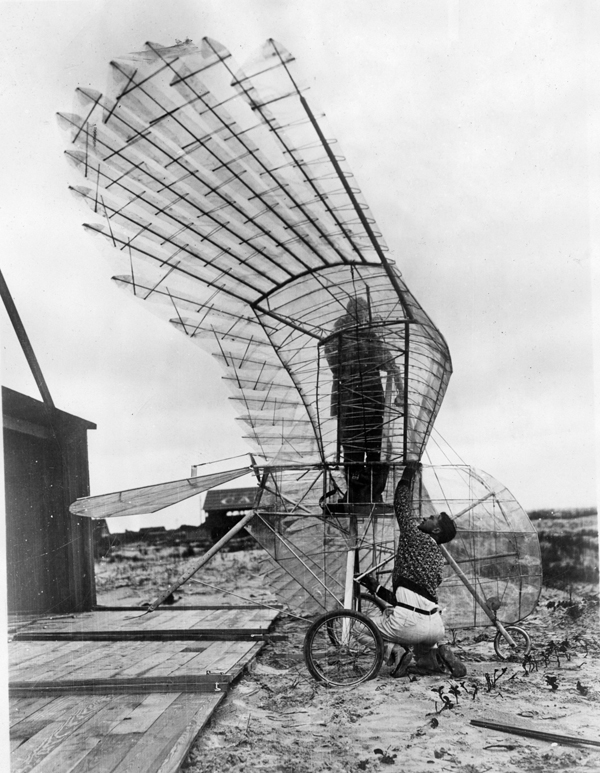
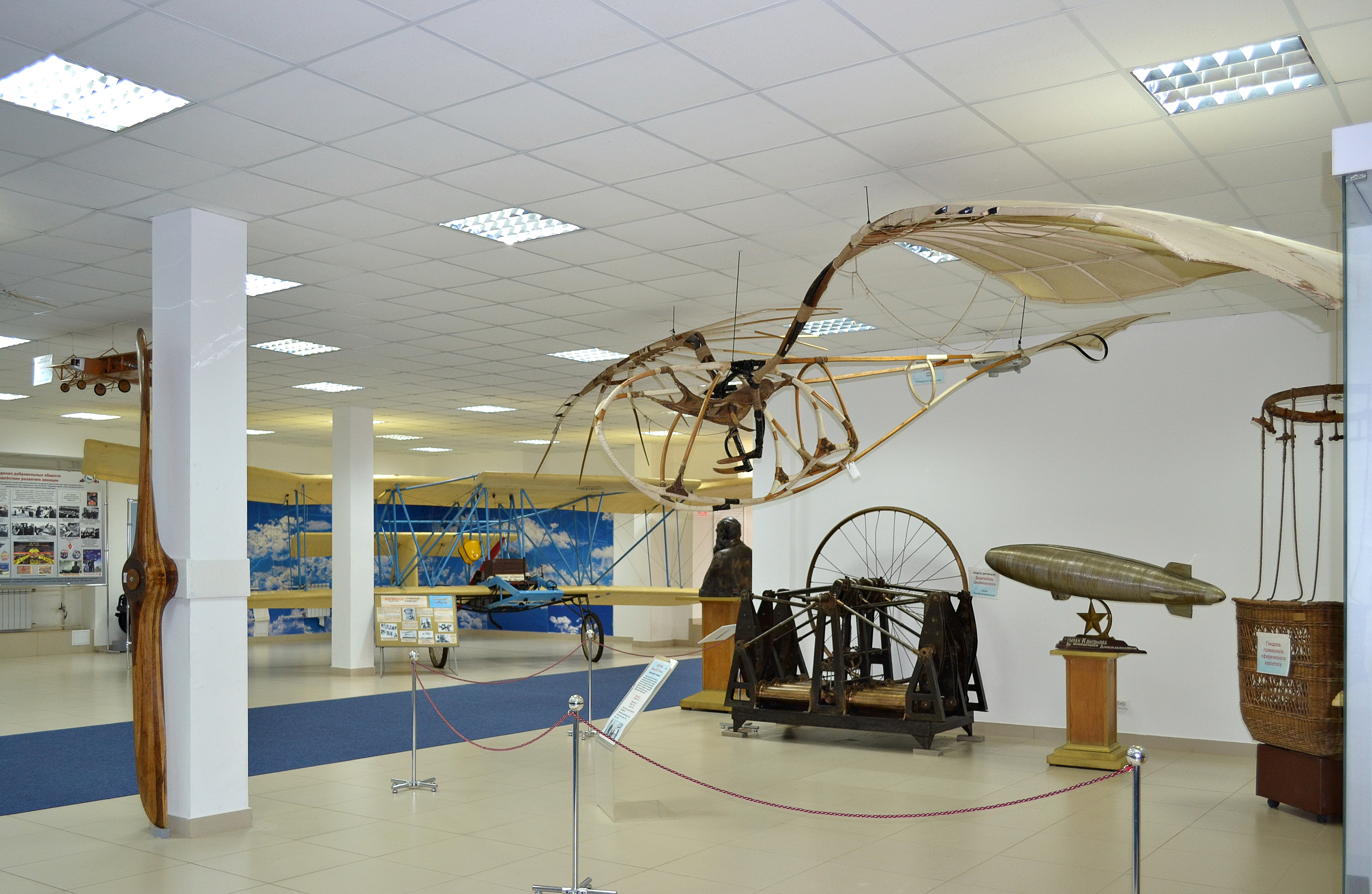
Letatlin n°3 de Vladimir Tatline (1929-1932)

À partir des années 1900 des débuts de l'histoire de l'automobile et de l'histoire de l'aviation, des constructeurs automobiles et constructeurs aéronautiques, prennent pour mascottes symboliques de bouchon de radiateur, des hommes-oiseaux à la légende d'Icare, dont le célèbre Spirit of Ecstasy Rolls Royce, « Winged B » Bentley, « Goddess of Speed » Automobiles Packard, Alberto Santos-Dumont Icare Farman-Avions Farman d'Henri Farman, Auburn, 
Isotta Fraschini...

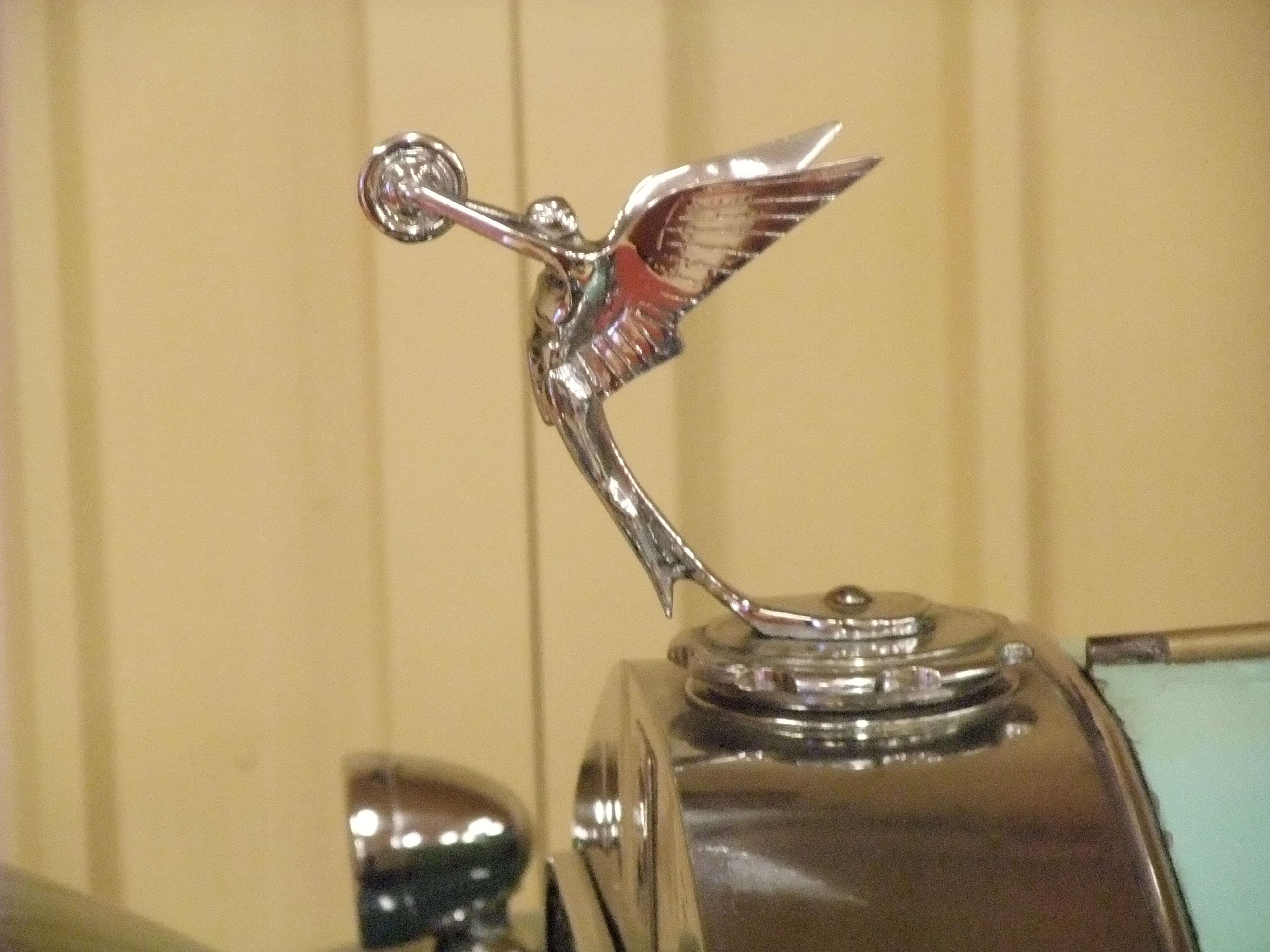
Isotta Fraschini
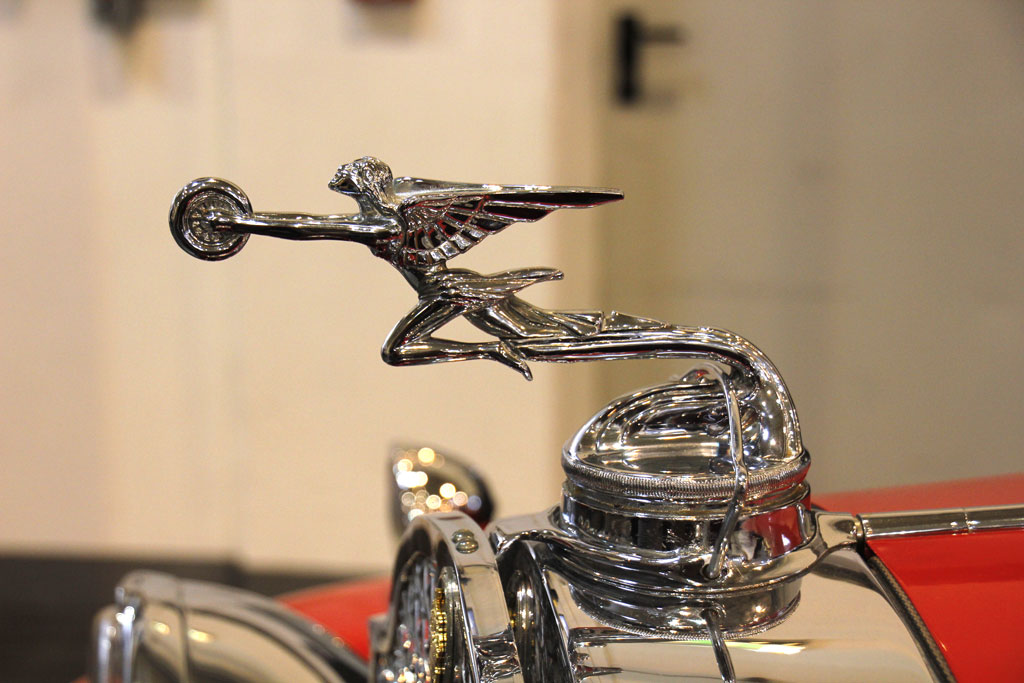
Goddess of Speed Packard
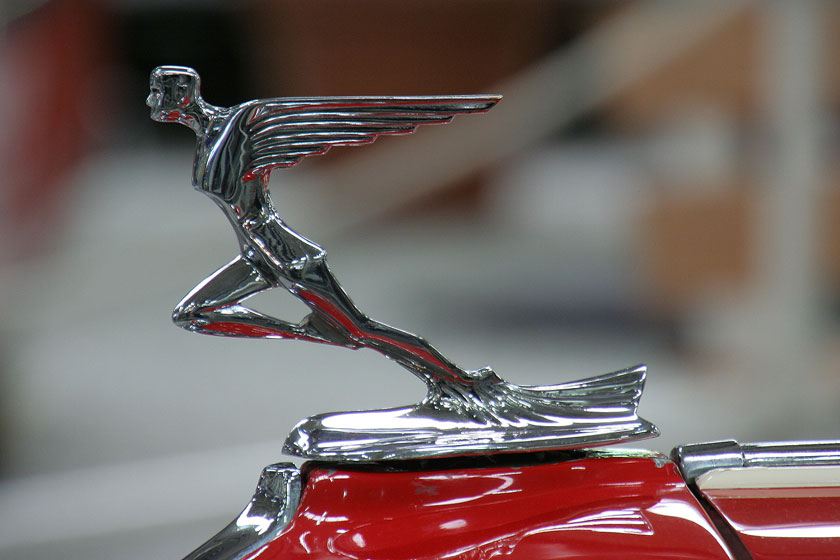
Auburn
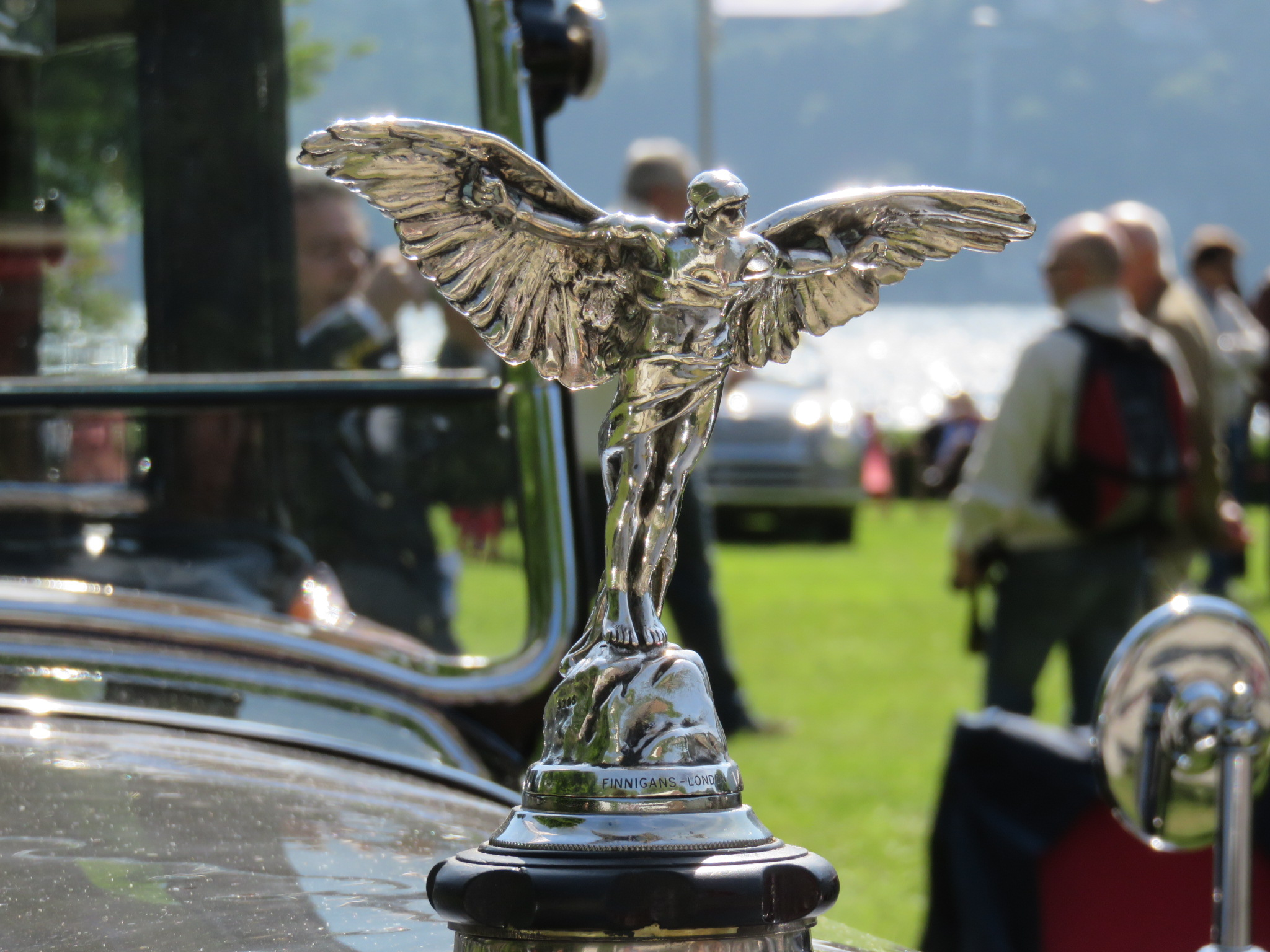
Alberto Santos-Dumont Icare sur Farman A6
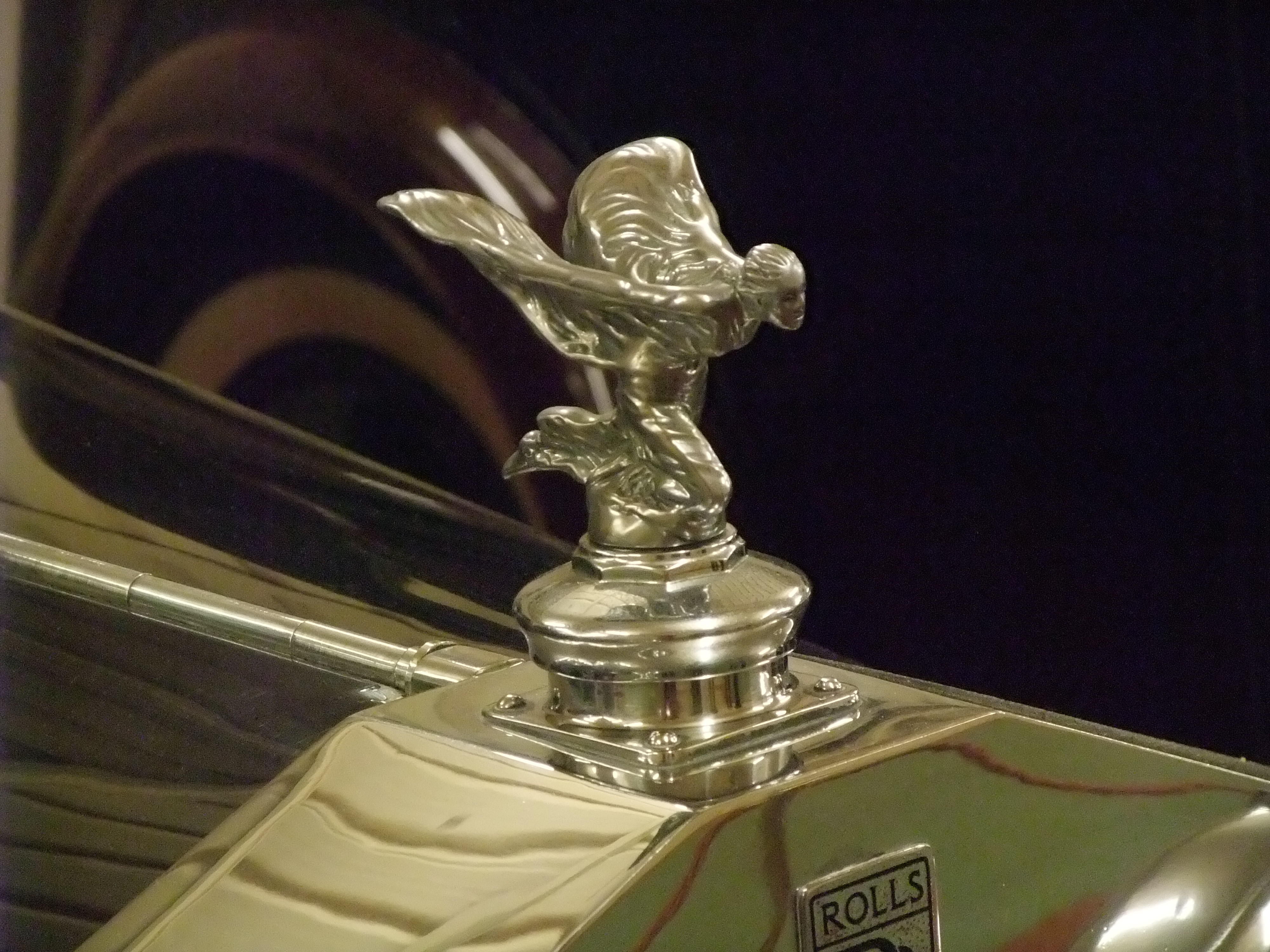
Spirit of Ecstasy Rolls Royce
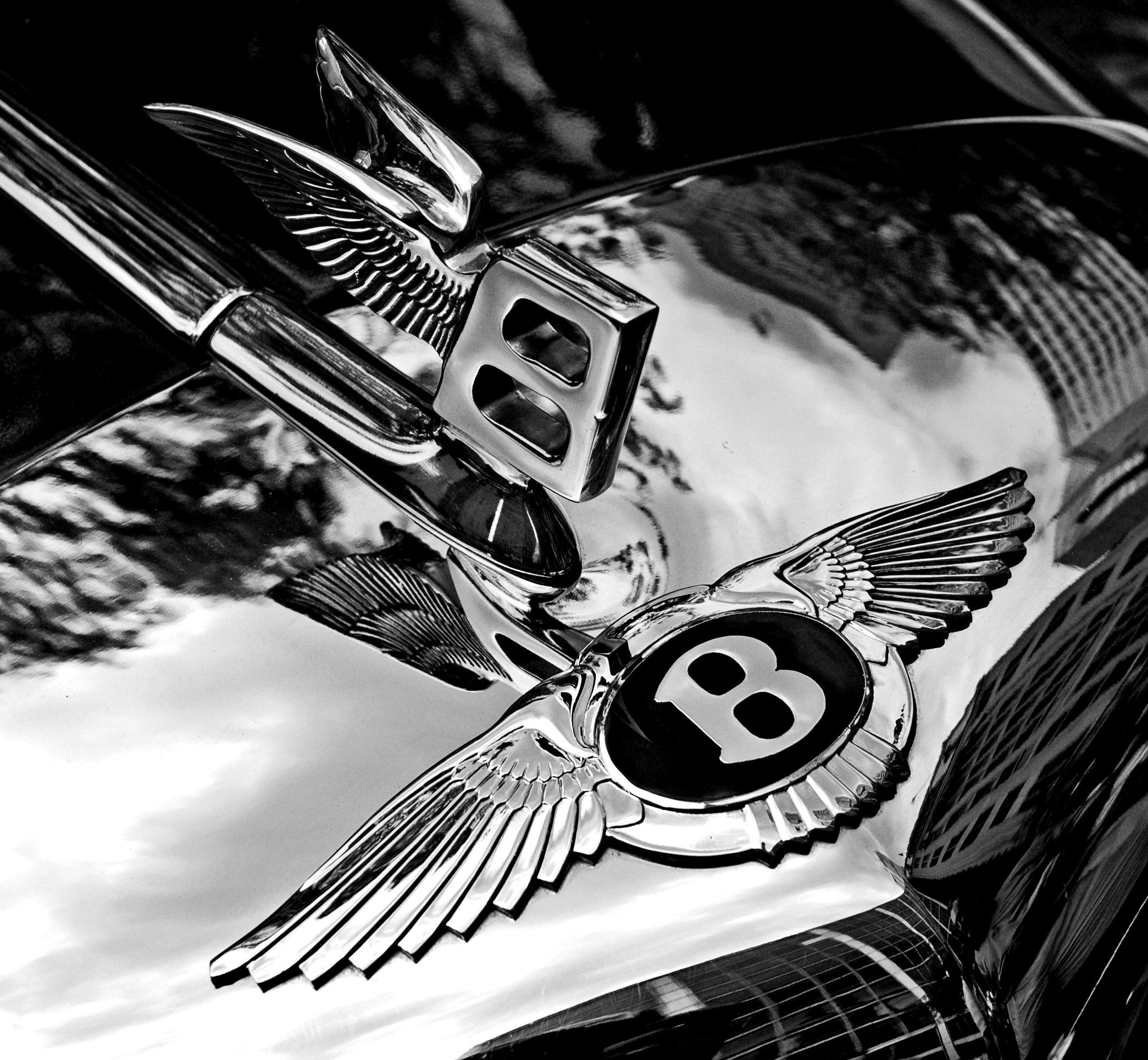
Winged B Bentley

En 1930, Alexander Lippisch et d'autres chercheurs introduisent un moteur à combustion interne à pistons.

L'ingénieur français René Riout se consacra durant trois décennies à la réalisation d'ornithoptères.
Dès 1905 il invente ses premiers modèles . En 1909 il obtint la médaille d'or du concours Lépine pour un modèle réduit.
En 1913 il travaille à l'élaboration d'un modèle commandé par un pilote, le Dubois-Riout. Les essais sont arrêtés en 1916.
En 1937, il finalise le Riout 102T Alérion, certainement l'ornithoptère piloté le plus abouti jusqu'à la deuxième décennie du XXIe siècle.

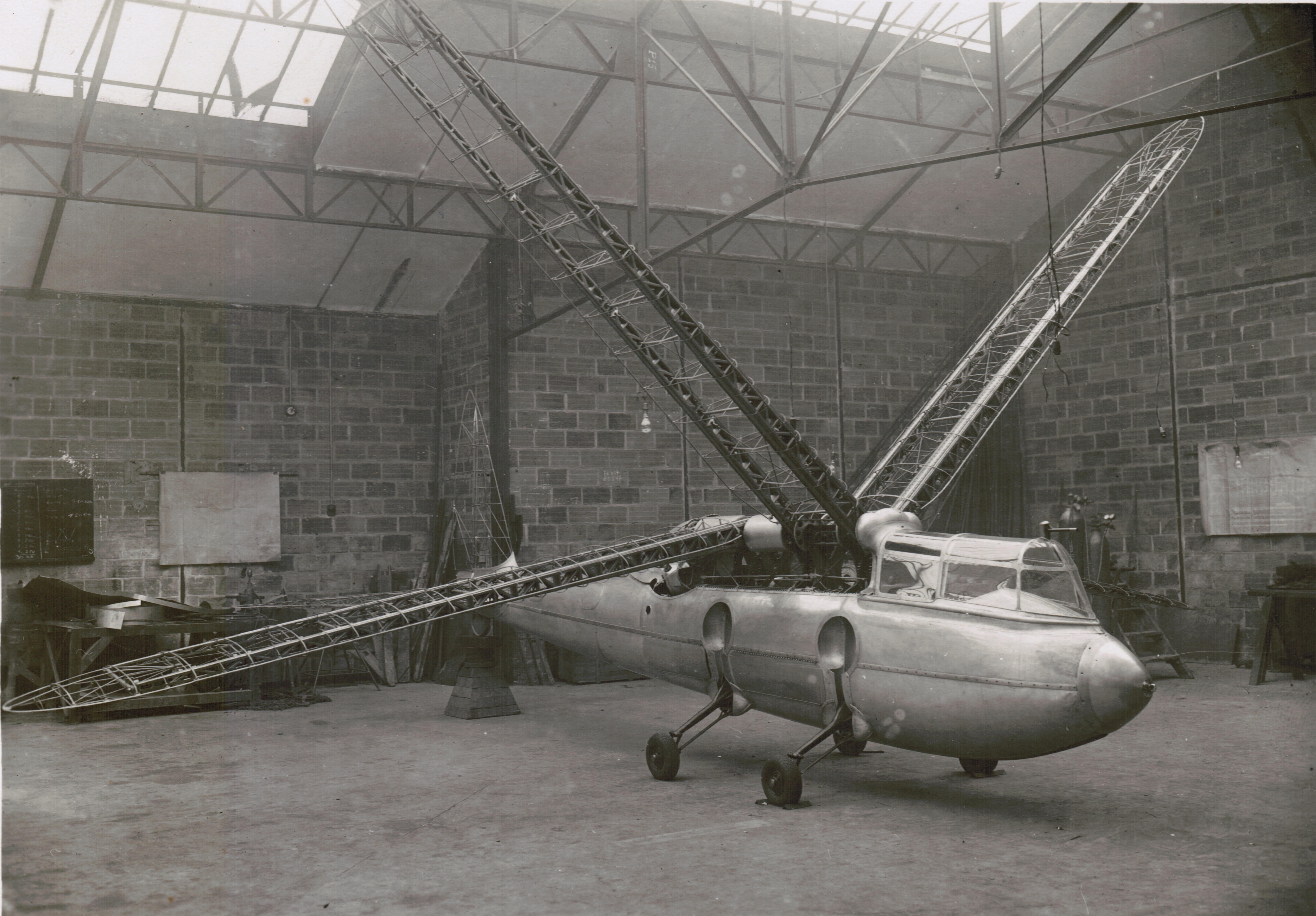
Riout 102T Alérion par René Riout 1937 France

Malheureusement, les conclusions des essais en soufflerie ne furent pas favorables à la poursuite du projet,.

### Ornithoptères contemporains
Aujourd'hui, la technique et les matériaux permettent de construire et faire voler des modèles réduits, même de mini drones de quelques grammes.

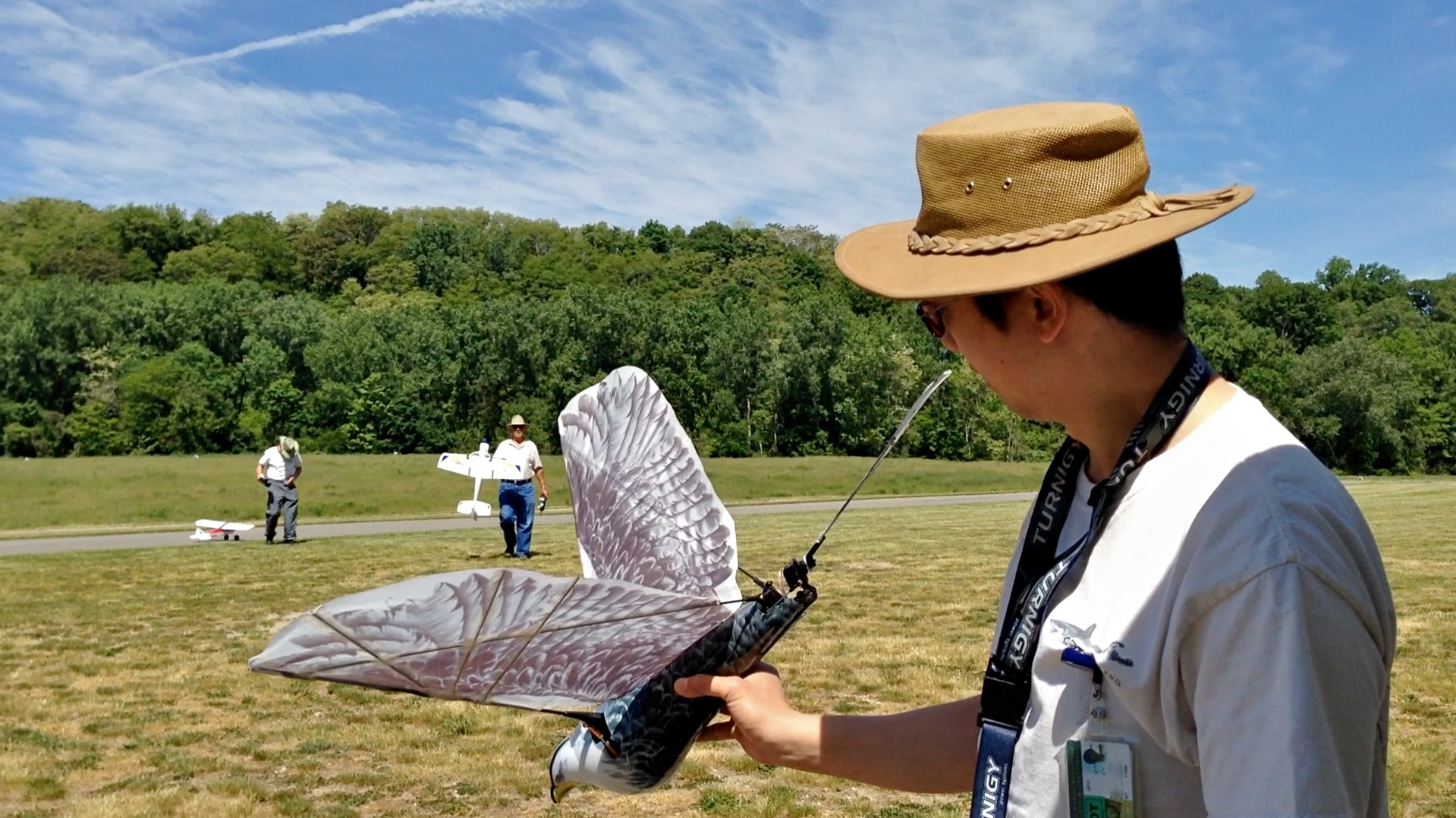

En 2005, Yves Rousseau a reçu le Diplôme Paul Tissandier, délivré par la Fédération aéronautique internationale (FAI) pour ses contributions dans le domaine de l'aviation. Yves Rousseau fit sa première tentative de vol battu musculaire en 1995. Le 20 avril 2006, à sa 212e tentative, il a réussi à voler sur une distance de 64 mètres, observé par des officiels, membres de l'Aéro-Club de France. Malheureusement, lors de la 213e tentative de vol, sur un malentendu, un remorquage trop rapide a conduit à une rupture de l'aile, ce qui a gravement blessé le pilote et l'a rendu paraplégique.
L'ingénieur américain Paul McCready a également développé un ornithoptère de 5,5 mètres avec un système de pilotage automatique et un système neuromusculaire.
L'ornithoptère n'a jamais été un franc succès, car il comporte beaucoup de défauts. Dans de nombreux pays, des groupes de chercheurs travaillent dans l'espoir de faire voler un humain par le battement des ailes, soit par son propre système (recherche) soit avec l'aide d'un moteur.
Ce rêve est (presque) devenu réalité le 8 juillet 2006 pour l'équipe du Professeur émérite James DeLaurier à Downsview Park à Toronto. Équipé d'un moteur de 24 chevaux et d'un booster turbo, l'ornithoptère a volé pendant 14 secondes à une vitesse moyenne de 88 km/h, sur un peu plus de 300 mètres. « C'était un vol assisté ; personne ne peut le nier », admet DeLaurier. « L'engin a reçu l'aide du booster mais la plus grande partie de la poussée a été assurée par le battement des ailes ». Le Professeur travaille sur ce système depuis 1986 et espère bien avoir suffisamment convaincu grâce à cette démonstration pour assurer le financement de son projet.
Le 2 août 2010, l'université de Toronto a réussi à faire voler pendant 19,3 secondes l'UTIAS Snowbird (en)  (ornithoptère à propulsion humaine).
Ce vol n'a pas été homologué par la FAI car il ne satisfait pas au code sportif en la matière.
On a aussi des mini-drones libellules, tels le FlyTech Dragonfly (en) développé depuis 2002 par Sean Frawley et Dan Getz (basé sur un kit d'ornithoptère à moteur à élastique conçu par Nathan Chronister et fabriqué par The Ornithopter Zone) et commercialisé en 2007 par WowWee (en) pour 40 à 50 $ sous forme de jouet volant radiocommandé à 4 ailes battantes (env. 50 cm d'envergure pour 500 g), gadget de l'année 2007.
Encore plus petits, et équipés d'une caméra avec transmission vidéo, conçus par des chercheurs de l'Université de Delft (Pays-Bas), nous avons le DelFly (en) (28 cm, 16 g, possibilité de décollage vertical), le record de miniaturisation (avec caméra vidéo) homologué par le Guinness en 2009 étant pour le DelFly Micro (2008, 10 cm, 3,07 g), et même (6 cm, 920 mg) pour le plus petit qui seulement vole. Des études sont effectuées pour une certaine autonomie de vol, avec le DelFly Explorer (2013, 28 cm, 20 g) conçu pour explorer un immeuble de façon semi-autonome grâce à une vision stéréoscopique inspirée de celle des insectes.
Le 17 février 2011, la DARPA a présenté un ornithoptère de la taille d'un colibri : le Nano Hummingbird (en), 16 cm d'envergure pour un poids de 19 g, équipé d'une petite caméra vidéo, pour des missions de surveillance et de reconnaissance, tenant l'air jusqu'à 11 minutes et volant jusqu'à une vitesse de 18 km/h. Il peut voler à l'extérieur, ou entrer par une ouverture pour explorer l'intérieur, en environnement urbain,,,,.
Dans les années 1970, la CIA a développé l'Insectothopter (en), de la taille d'une libellule et lui ressemblant, animé par un oscillateur fluidique miniature pour mouvoir les ailes vers le haut et le bas au bon rythme pour assurer la sustentation et le déplacement avec l'aide d'une éjection d'un peu de gaz par l'arrière, et un laser pour le guidage et la transmission de données, mais il n'a jamais été opérationnel car l'appareil était trop difficile à contrôler par vent de travers,.
Un ornithoptère de la taille d'un insecte est actuellement[Quand ?] utilisé de manière expérimentale comme espion militaire, pour sa faible détectabilité[réf. nécessaire].

## Dans la fiction
Dans les romans du cycle de Dune de l'écrivain Frank Herbert, l'ornithoptère est un aéronef dont la sustentation et la propulsion sont assurées par deux ailes rétractables (et des fusées d’appoint) et qui battent comme celles des oiseaux. Dans le film Dune de 2021 de Denis Villeneuve, le Duc Leto Atréides avec un ornithoptère sauve un équipage de moissonneuse d'épice qui allait être dévoré par un ver des sables. Puis après la mort du Duc, c'est encore en ornithoptère que son fils Paul et sa mère Jessica échappent aux Harkonnen et aux Sardaukars en montant à 5000 mètres au-dessus de la tempête de sable avant de se poser dans le désert profond pour rencontrer les Fremen où le chef Stilgar accepte les deux survivants des Atréides dans la caverne de son clan.
Dans le jeu de cartes à collectionner Magic : L'Assemblée (Magic The Gathering), l'ornithoptère est une carte d'artefact dont il est dit que le ciel de Paliano en est rempli une fois par an.